# 読売新聞
- 読売新聞
- 讀賣新聞

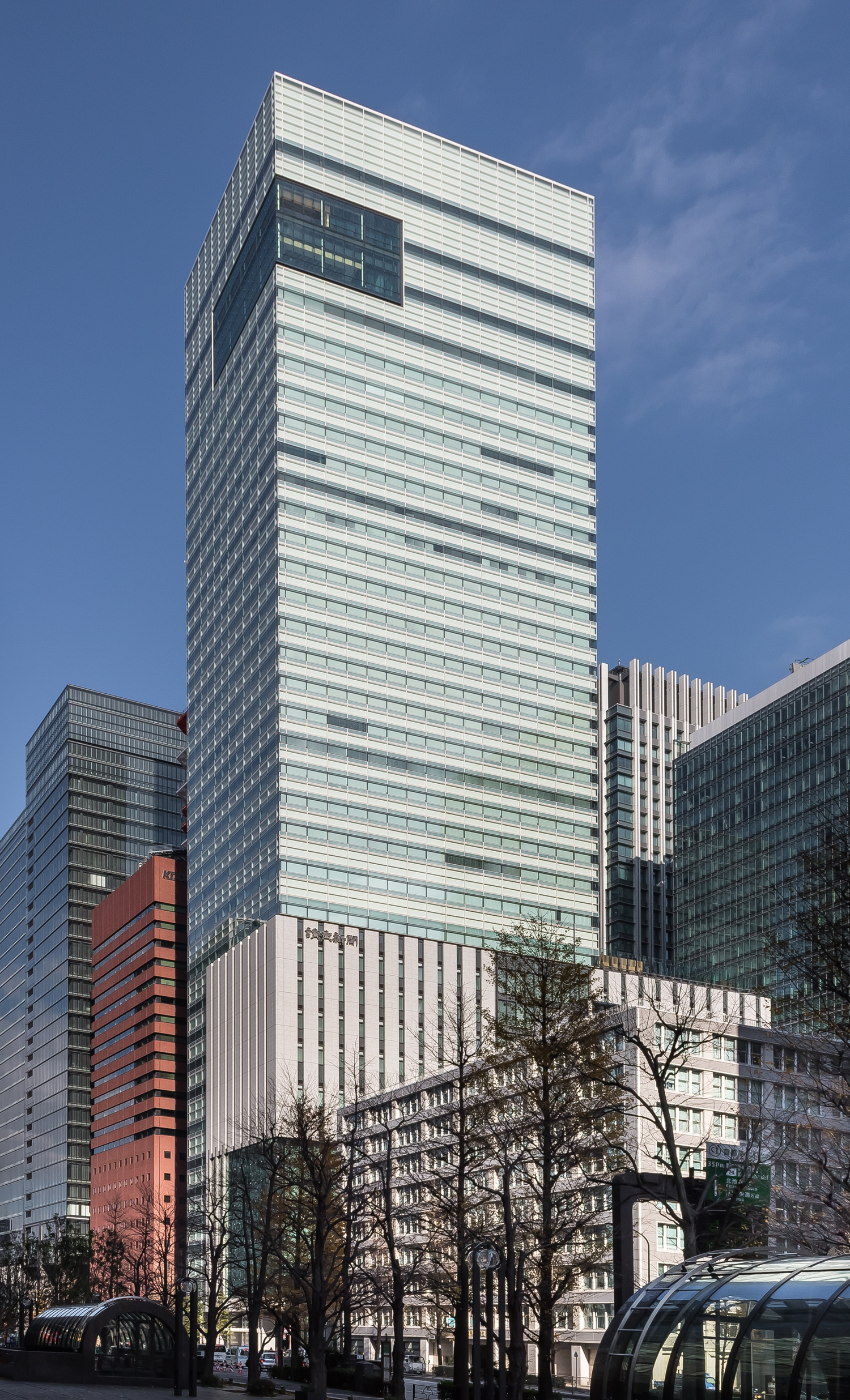
読売新聞東京本社（千代田区大手町）

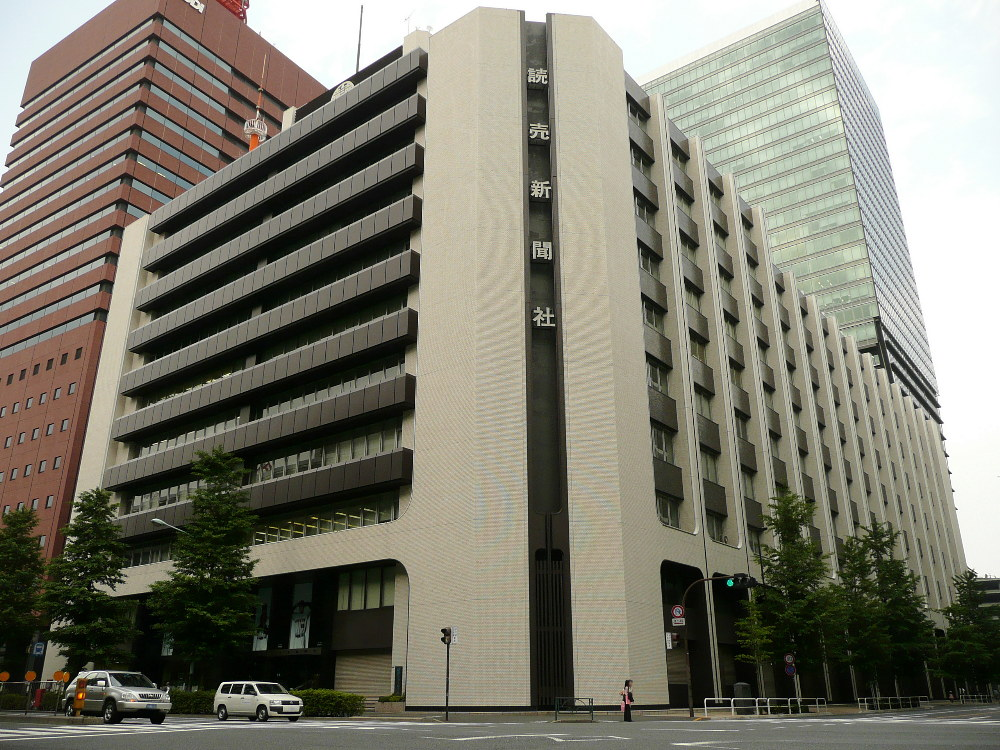
読売新聞旧東京本社（千代田区大手町、現存せず）

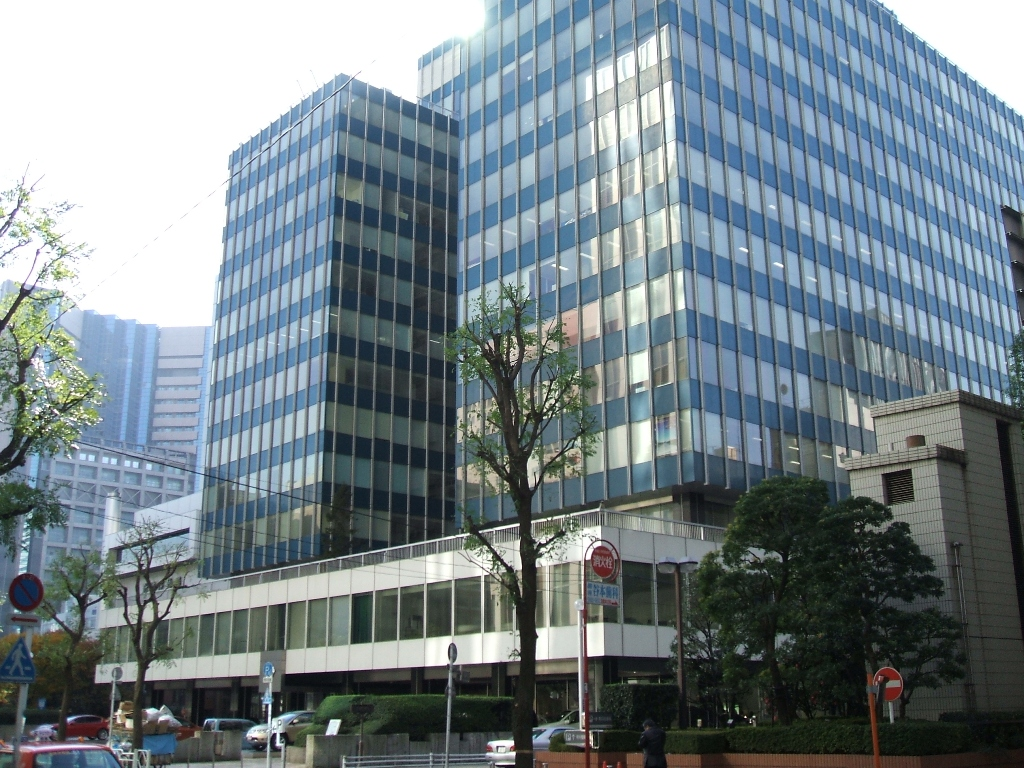
2010年10月から2014年1月まで読売新聞東京本社の仮社屋として使用されていた旧日産自動車本社ビル（中央区銀座）

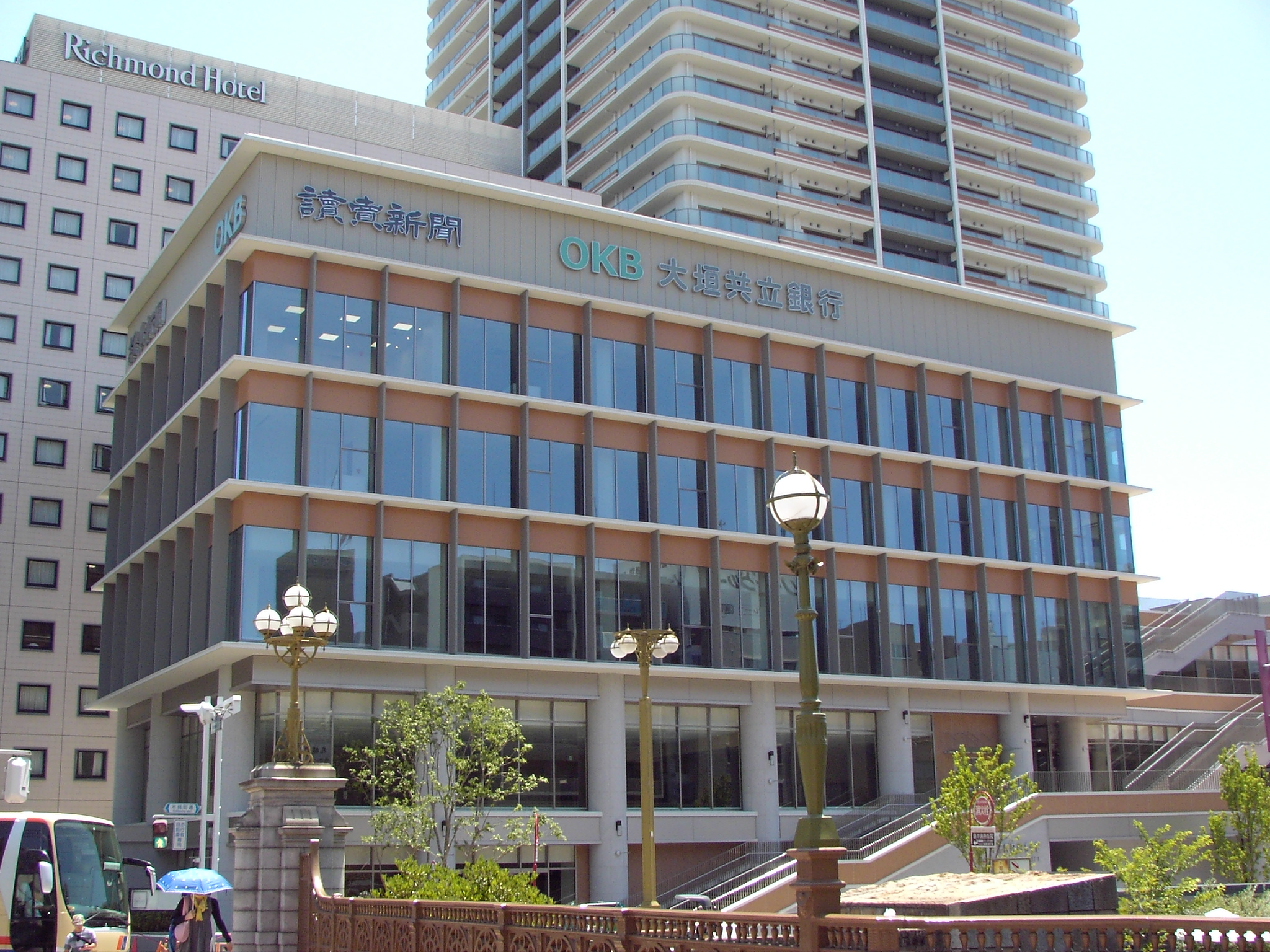
読売新聞中部支社新社屋

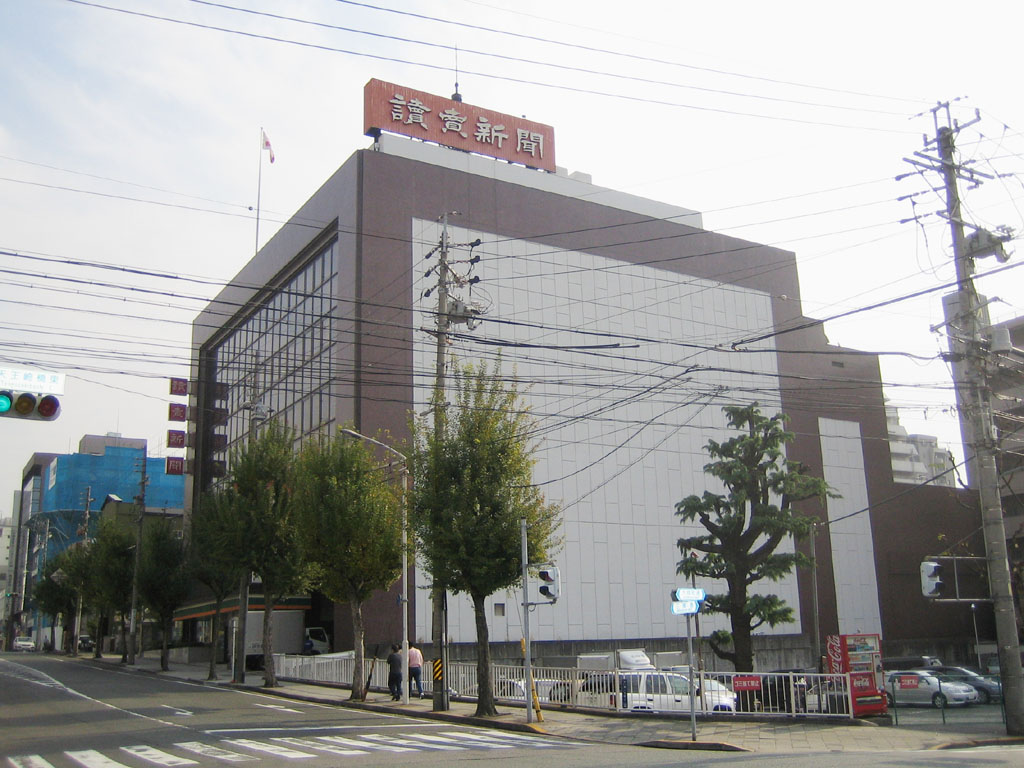
読売新聞中部支社（旧中部本社）旧社屋

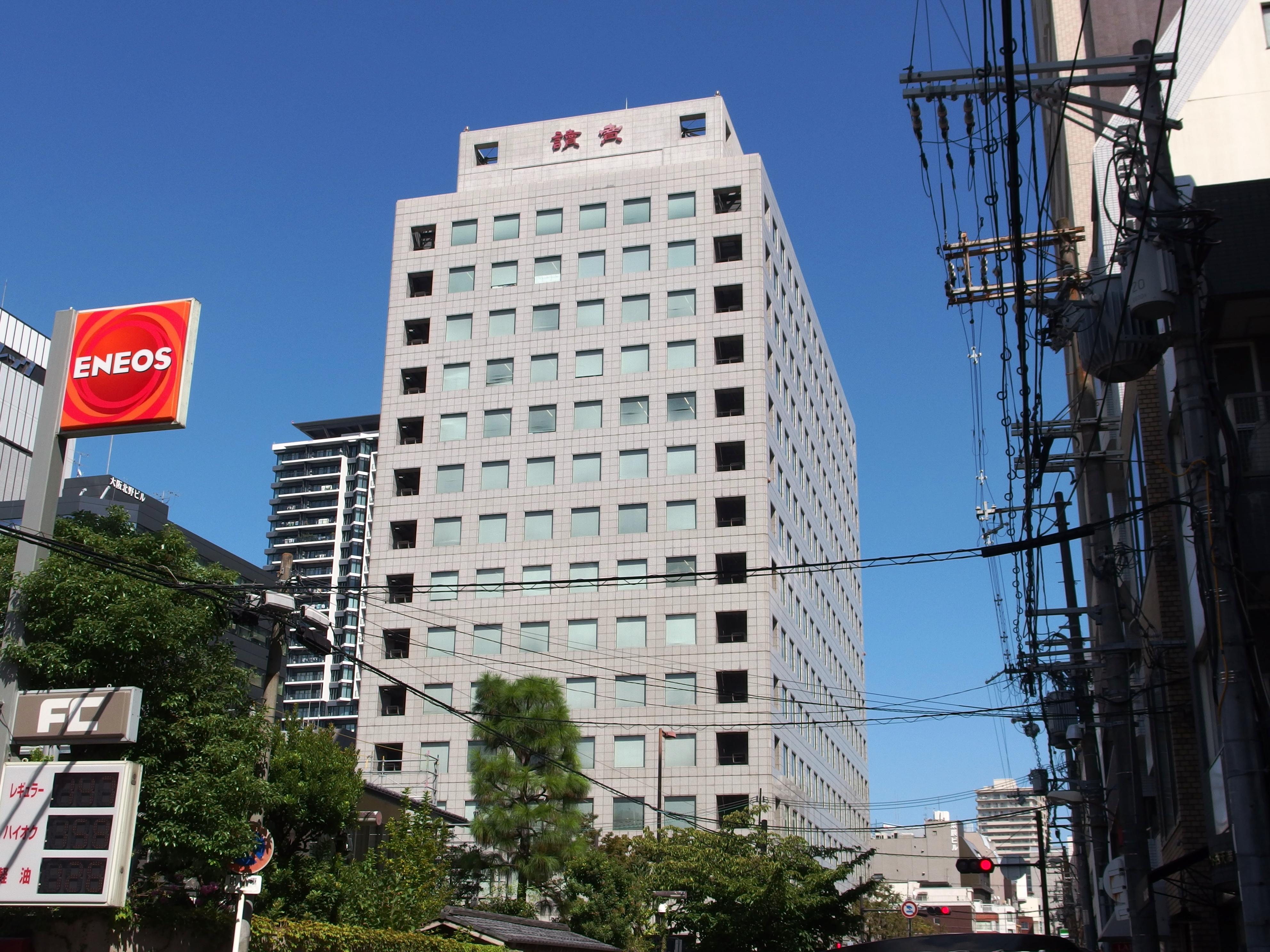
読売新聞大阪本社

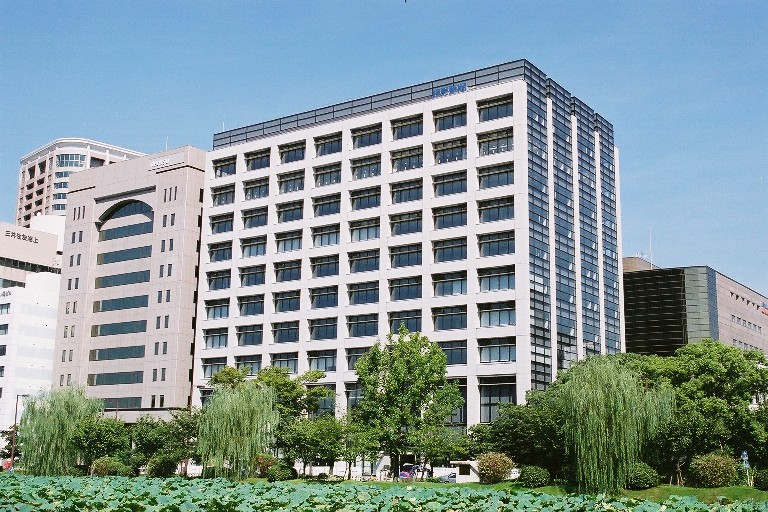
読売新聞西部本社

読売新聞（よみうりしんぶん、題字: 讀賣新聞、英: The Yomiuri Shimbun）は、読売新聞東京本社、読売新聞大阪本社および読売新聞西部本社が発行する新聞。朝刊発行部数は573万部と国内首位の発行部数を誇る代表的な日本の全国紙である。また、元々大衆紙としての立場だったが競合紙が誤報を頻発した為、徐々に日本一権威ある新聞として評価を得られた。デジタル版（ニュースサイト）として「読売新聞オンライン」が存在する。

## 概要
題号は江戸時代に瓦版を読みながら売っていた「読売」に由来する。創刊時には、他に「ふりがな新聞」「やはらぎ新聞」「東西南北」などの案があった。
2020年の読売新聞社の調査では、9都府県（茨城県・埼玉県・千葉県・東京都・神奈川県・滋賀県・大阪府・和歌山県・山口県）で県内シェア1位。関東のみならず、もともと大阪発祥の朝日新聞や毎日新聞の地盤であった関西地区でも朝日・毎日を上回るシェアを有している。その他、25道府県で地元の県紙やその他の全国紙に次ぐ県内シェア2位であり、大都市圏以外にも地方部も含めて全国的に広範な販売網を持つ。一方で東海地方においては名古屋市に本社を構える中日新聞などの地元紙や朝日新聞などの牙城を崩せず、比較的シェアが低い。
2009年の新聞通信調査会の調査では、全国紙5紙の中では最も保守的論調であるとされている（5点を中心に保守をプラス、革新をマイナスに0-10点でスケールを取ったとき、読売新聞5.6、産経新聞5.3、日本経済新聞5.2、毎日新聞5.0、朝日新聞4.4）。
歴史的に見れば、読売新聞の論調はその時々の時代背景に応じて変化し、一定ではない（ただし、この流れは全国紙で最も革新とされる朝日新聞も同様である）。

## 歴史

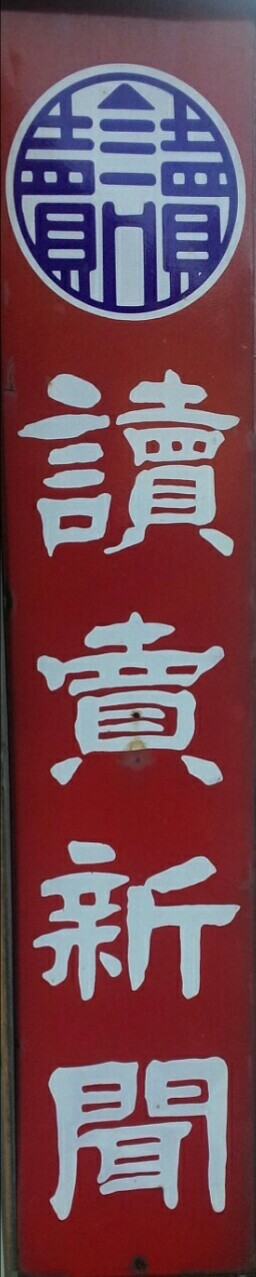
讀賣新聞のホーロー看板　縦書き（1字改行、俗にいう右書き）にすると丁度「賣」2つで「言」を両脇から挟む形になる

- 1874年11月2日 - 合名会社「日就社」から「讀賣新聞」創刊。初代社長は岐阜県出身の子安峻[注釈 2]。創刊号は表裏2ページ[7]。創刊当時は1日おき発行の隔日刊紙で、漢字によみがなを振った画期的な庶民のための新聞だった。しかし、創刊号の発行部数は約200部で、実売は半分にも満たなかった[8]。
- 1875年 - 日刊紙に移行。年末には発行部数が17000部を達成[8]。
- 1891年5月15日 - 紙齢5000号を達成[7]。
- 1897年1月1日 - 尾崎紅葉作の小説『金色夜叉』が連載開始。
- 1904年5月7日 - 本紙直接購読者を対象に、電報料読者負担で重大事件の速報を電報で伝える「電報通信」サービスを開始する（〜1905年9月29日）[9]。
- 1905年4月8日 - 紙齢10000号を達成[7]。
- 1906年10月2日 - 現在のスポーツ面にあたる「運動界」欄を新設。
- 1914年 -『身の上相談』（現在の『人生案内』）連載開始。
- 1914年4月3日 - 現在の生活家庭面（くらし面）にあたる「よみうり婦人附録」新設。与謝野晶子が詩や評論を執筆。
- 1914年8月1日 - 横浜市に初の地方支局を開設。
- 1915年4月3日 - 1面が全面広告になる（〜1923年9月11日、1923年11月11日〜1936年12月31日）[10]。
- 1917年12月1日 - 商号を「日就社」から「読売新聞社」に改称。
- 1919年1月5日 - 紙齢15000号を達成[7]。
- 1923年9月1日 - 関東大震災で社屋が炎上[8]。1920年代初めには13万部を超えていた部数が5万部台にまで落ち込む[8]。
- 1924年2月25日 - 関東大震災後の経営難から、正力松太郎（前警視庁警務部長、後の自民党衆議院議員）が買収。今日に至る読売新聞発展の基礎を築いた。
- 1925年11月15日 -「よみうりラジオ版」新設（テレビ・ラジオ欄=番組表の先駆け）。
- 1926年 - 日本棋院から独立した棋正社を支援し、「院社対抗戦」を実施。本因坊秀哉と雁金準一との大将戦が評判となり、読売新聞は大幅に部数を増やした。
- 1931年6月1日 - 社説の掲載を開始。
- 1931年11月25日 - 夕刊の発行を開始。
- 1932年10月22日 - 紙齢20000号を達成[7]。
- 1933年 - 読売新聞2万号記念事業の一つとして主催された「日本囲碁選手権手合」トーナメントで、呉清源が優勝し、本因坊秀哉との記念碁を打った。
- 1934年12月26日 - 大日本東京野球倶楽部（現：読売ジャイアンツ）創設。部数拡大に大きく貢献する。
- 1937年 - 関西で自称で「将棋名人」をなのって逼塞していた坂田三吉と、若手の名人候補である木村義雄、花田長太郎との対戦企画を実現し、評判を生む。
- 1938年 - 朝刊発行部数が100万部を突破[8]。
- 1939年 - 読売新聞の企画として呉清源と木谷實の打ち込み十番碁が開始され、翌年に呉が勝者となる。読売新聞社は続けて、読売新聞・嘱託となった呉による囲碁トップ棋士との十番碁を次々と企画し、1956年の高川秀格戦まで、呉はすべての相手を打ち込み、囲碁界で「昭和の棋聖」とよばれた。
- 1942年8月5日 - 新聞統制により、報知新聞社を合併。「讀賣報知」に改題。
- 1944年 - 朝刊発行部数が191万部を達成[8]。
- 1944年3月1日 - 本紙とは別に日刊タブロイド紙として、総動員体制下の鉱工業・農林水産業勤労者、国民学校卒程度を対象に想定して「戦時版よみうり」を創刊、1945年3月末まで続く[11]。
- 1945年5月25日 - 東京大空襲で銀座社屋が炎上、築地本願寺に仮事務所を設置。
- 1945年5月27日 - 読売報知、朝日新聞、毎日新聞、日本産業経済、東京新聞の5社共同による「共同新聞」を発行。
- 1945年7月28日 - 前日のポツダム宣言を「笑止、対日降伏條件」と報道。また、鈴木貫太郎首相の記者会見での「黙殺」発言を翌日に報道。海外にも受信され連合国が硬化する一因となる。戦後は朝刊発行部数160万部からスタートする[8]。
- 1945年9月15日 - 本社が麹町区（現：千代田区）有楽町の読売別館（現在の読売会館の場所）に移転。
- 1945年10月23日 - 社員大会が行われ社内民主化を決議[12]。経営方針をめぐり、第1次読売争議が発生（同年12月11日終結）。
- 1945年11月12日 -「漢字を廃止せよ」との社説を掲載し漢字廃止（国語国字問題参照）を推進。
- 1945年12月12日 - 第一次読売争議が終結。会社側が論説委員ら5人の解雇を撤回、正力松太郎社長の退陣も決まる[13]。
- 1945年 - 正力松太郎社長がA級戦犯容疑で逮捕。巣鴨拘置所に収容される（1947年、不起訴で釈放後公職追放）。馬場恒吾、社長就任。
- 1946年5月1日 - 題号「讀賣新聞」に復帰。
- 1946年6月13日 - 第2次読売争議が発生（同年10月16日終結）。
- 1946年7月1日 - 従来の縦書き楷書体題字に代えて、印南渓龍が書いた横書きの隷書体による現行題字の使用を開始。
- 1946年8月10日 - 紙齢25000号を達成[7]。
- 1946年9月1日 -「読売信条」を発表。
- 1946年10月6日 - ラジオ欄が一時的になくなる（〜25日）[10]。
- 1947年12月6日 - 読者投票による「日本十大ニュース」の募集を開始（海外版は1989年から開始）。
- 1949年3月1日 - 朝刊コラム「編集手帖」スタート（1953年8月から「編集手帳」に改題。「編集手帖」以前のコラムのタイトルは「明窓」であった）。
- 1949年11月26日 -「夕刊読売」創刊（夕刊が復活、1951年9月に朝夕刊セット制再開により読売本紙に統合）。秋好馨の4コマ漫画『轟先生』が連載開始[注釈 3]。
- 1950年6月1日 - 読売新聞社が株式会社に改組。
- 1951年 - 正力松太郎の公職追放解除。
- 1952年11月25日 大阪市で「大阪讀賣新聞」創刊（後の読売新聞大阪本社）し、務臺光雄（後の読売新聞社名誉会長）が初代社長に就任した。それまで東日本のブロック紙にすぎなかったが、関西を含む西日本への本格進出を果たした。朝日新聞、毎日新聞と並ぶ全国紙としての礎を築く。
- 1953年1月20日 - テレビ欄を設ける[10]。
- 1953年8月28日 - 読売新聞社などの出資による日本初の民間テレビ局・日本テレビ放送網（日テレ）が本放送を開始。
- 1955年1月1日 - 正力松太郎が、原発導入を図るため大キャンペーンを展開開始を命令。
- 1955年4月1日 - 英字新聞『ザ・デイリー読売』（THE DAILY YOMIURI）創刊。
- 1958年 - 朝刊発行部数が300万部を突破[8]。務臺光雄が大阪に準キー局の讀賣テレビ放送を開局させる。
- 1959年5月1日- 札幌市に北海道支社開設。現地印刷開始。
- 1960年5月10日 - 紙齢30000号を達成[7]。
- 1961年5月25日 富山県高岡市に北陸支社開設。現地印刷開始。
- 1962年4月1日 - 読売日本交響楽団設立。
- 1964年9月23日 - 福岡県北九州市に「読売新聞西部本社」設立。九州・山口版の現地印刷開始。
- 1966年6月29日 - この日から7月2日まで行われたビートルズ日本公演を主催。
- 1967年 - 朝刊発行部数が500万部を突破[8]。
- 1967年5月 - 家庭面で「こどもの詩」のコーナーがスタート[14]。
- 1971年10月29日 - 読売新聞社、本社が中央区銀座から千代田区大手町1丁目7番1号に移転。跡地はプランタン銀座を経てマロニエゲート（銀座2&3）になっている。
- 1974年2月1日 - 紙齢35000号を達成[7]。
- 1974年10月11日 - 昭和天皇・香淳皇后の行幸。
- 1974年11月2日 - 創刊100周年。
- 1975年 - 青森県、岩手県、秋田県向けの新聞印刷工場を、青森市に開設（分散印刷工場の第一号）。
- 1975年3月25日 - 名古屋市で讀賣新聞の姉妹紙として「中部讀賣新聞」を創刊。創刊当初の数年間は中部版独自の縦組み題字であったが、その後他の本社と同じ横組みとなる。なお、中部読売は当初、不当廉売事件などの影響もあり、全国紙の一部でありながら日本新聞協会の正会員の申請ができなかったが、1987年に正会員となった。
- 1977年2月 - 朝刊発行部数が720万部と『朝日新聞』を抜き、日本一となる[8]（世界一の発行部数となったのは1990年代、ロシア（旧ソ連）の『プラウダ』『コムソモリスカヤ・プラウダ』などが部数を大きく減らして以後である）。
- 1978年 -『ギネスブック』（現：『ギネス世界記録』）（1979年版）に「共産圏を除いて世界で最大の発行部数をもつ新聞」と記載される[15]（2009年版にも「日刊紙の最大発行部数」として掲載[8]）。
- 1979年 - 渡邉恒雄（現：読売新聞グループ本社会長）が論説委員長に就任。
- 1980年 - 空白の一日事件や、読売ジャイアンツの長嶋茂雄監督解任に対する不買運動に遭う。
- 1980年 - 宝塚市学童誘拐事件において、被害者の安全を考慮せずに報道協定を破りフライング報道を行う。兵庫県警記者クラブは3か月間除名する処分に留めた[注釈 4]。
- 1982年4月1日 - 植田まさし作の4コマ漫画『コボちゃん』が連載開始。
- 1987年10月25日 - 紙齢40000号を達成[7]。
- 1988年6月1日 - 中部讀賣新聞社が読売本体と合併し読売新聞中部本社となり、題号から「中部」が外れる。
- 1994年5月-  日本ABC協会の報告により、朝刊発行部数が1000万部を突破（1001万9985部）[8]。
- 1994年11月3日 - 渡邉恒雄社長（当時）の下で、主要なマスコミで初めて「憲法改正試案」を発表（日本国憲法の改憲を主張）。憲法について再考する一つのきっかけになった。
- 1995年6月16日 - デジタル版であるYOMIURI ONLINE（現在の読売新聞オンライン）を開設。
- 1999年2月1日 - 経営難の中央公論社を買収し、中央公論新社を設立。
- 2000年1月1日 -「読売信条」を改定。
- 2000年1月26日 - 全国の販売店の呼称を「読売センター」（略称: YC）に統一[注釈 5]。
- 2000年12月1日 - 紙面の文字拡大。「第二次文字拡大ブーム」に火を付ける。
- 2001年1月 - 日本ABC協会の報告により、朝刊発行部数が1031万91部を達成（過去最高）[8]。
- 2001年7月17日 - 紙齢45000号を達成[7]。
- 2002年1月1日 - 読売新聞の題字下に記載されていた、「THE YOMIURI SHIMBUN」のローマ字を廃止。
- 2002年7月1日 グループ再編。

1. 読売新聞社を、読売新聞グループ本社（グループ持株会社）と、読売新聞東京本社に分割。
2. よみうりを、読売新聞西部本社と読売巨人軍に分割。
3. 中部本社を、読売新聞東京本社に統合（中部支社となる）。
4. 大阪本社を読売新聞大阪本社として分社化のうえ、読売新聞グループ本社の完全子会社に移行。

- 2002年10月17日 - 新聞社で唯一、日本オリンピック委員会のオフィシャルパートナーになる。
- 2004年1月1日 - 読売新聞西部本社が北九州市小倉北区明和町から、福岡市中央区赤坂1丁目16番5号の読売新福岡ビルに移転。
- 2004年12月1日 - 朝刊連載の4コマ漫画『コボちゃん』が、日本の全国紙の4コマ漫画では初めてカラー化。
- 2005年4月10日 - 読売横浜ビル完成、移転。
- 2007年10月1日 - 読売新聞グループ本社、日本経済新聞社、朝日新聞社の3社がインターネット分野による共同事業と販売事業の業務提携、システム障害と災害時における新聞発行の相互援助協定を締結することを発表。
- 2008年3月31日 - 紙面を大幅刷新。紙面の文字を拡大、14段組みから12段組みの「メガ文字」になる[16]。1面下段のコラム「編集手帳」が横1列から縦2段に再編され、題字上に「THE YOMIURI SHIMBUN」のローマ字が復活する。夕刊題字のスクリーントーンが廃止[注釈 6]。
- 2008年8月31日 - 大阪本社の「泉」のコーナーが終了。新コーナーへ引き継ぐ。
- 2009年1月10日 - 創刊135周年記念企画として連日6回に渡り300の候補地を掲載し、4月中旬に「平成百景」を定めた。
- 2009年2月10日 - 1874年の創刊から現在に至るまでの紙面記事がインターネットで検索できる、日本初のオンラインデータベース「ヨミダス歴史館」のサービスが開始。
- 2009年2月27日 - ウォールストリート・ジャーナルと編集、印刷、販売に関して提携することが発表され、同年3月2日からアジア版の主な記事の見出しが日本語で夕刊2面に掲載され始めた[17]。
- 2009年3月16日 - 創刊135周年記念企画としてコラム「ポケモンといっしょにおぼえよう! ことわざ大百科」を設け[注釈 7]、子供の頃から新聞に慣れ親しむことわざ解説の連載開始[注釈 8]。
- 2009年6月1日 - 石見地方の発行が西部本社から大阪本社に変更[注釈 9]し、島根県内では全県で大阪本社版の発売とした。
- 2010年3月31日 - 東京本社（大手町1-7）社屋建て替えを発表[注釈 10][注釈 11][18]。
- 2010年10月1日 - 東京本社が中央区銀座の日産自動車旧本社ビルへの仮移転が完了。3年強の暫定期間だが、39年ぶりに銀座の本社が復活した。
- 2011年3月3日 - 小学生を対象としたタブロイド判の週刊新聞『読売KODOMO新聞』創刊。
- 2011年3月13日 - 東日本大震災に伴い、日曜日としては異例の夕刊を発行。
- 2011年6月20日 - 朝日新聞社との業務提携により、千葉県全域と東京都東部向け読売新聞の受託印刷を朝日新聞系の朝日プリンテック船橋工場（千葉県船橋市）で開始。
- 2012年5月 - スマホ向けサービス『読売プレミアム』を開始。
- 2012年7月 - 定期購読者向け特典として『Marie Claire Style』の配布を開始。
- 2013年4月1日 - 英字新聞「ザ・デイリー読売」の題号を『ジャパン・ニューズ』に改題。
- 2014年1月6日 - 東京本社（大手町）新社屋（読売新聞ビル、地上200メートル地上33F地下3F延べ床面積89,650平方メートル）が完成し、中央区銀座の仮社屋から移転[19]。
- 2014年4月30日 - 西部本社が大分県での夕刊の発行を休止。朝夕刊セット地域から統合版地域に格下げとなるのは同県が全国初[注釈 12]。
- 2014年11月7日 - 中学生・高校生を対象としたタブロイド判の週刊新聞『読売中高生新聞』創刊。
- 2014年12月1日 -「適正報道委員会」を新設[20]。今後は記事の「訂正」や「おわび」はすべて社会面に集約して掲載し、訂正などの有無をわかりやすくする。誤った理由も簡潔に説明する。地域版の「訂正」などは地域版に掲載する[21]。
- 2015年2月2日 - 記事中の洋数字の書体をゴシック体から明朝体に変更。
- 2015年4月9日 - 東京本社・北海道支社・北陸支社・中部支社発行分がこの日で紙齢50000号を達成[7]。
- 2017年7月18日 - 中部支社が名古屋市中区栄1丁目17番6号の旧社屋から、北側200メートルの広小路通沿いに面した場所に建設された「納屋橋東地区市街地再開発」（テラッセ納屋橋）の商業・業務棟（中区栄1丁目2番1号）に移転。
- 2018年7月 - 宮崎日日新聞社へ印刷委託・受託合意。
- 2019年1月1日 -「読売新聞」の購読料を値上げした。朝夕刊のセット版は4037円から363円引き上げて4400円に、朝刊のみの統合版は3093円から307円引き上げ、3400円に改定。消費税増税時の2度を除き、値上げは1994年1月以来、25年ぶり。[22]
- 2019年2月1日 - YOMIURI ONLINEと読売プレミアムが統合し、定期購読者も追加料金無料のインターネットサイト『読売新聞オンライン』を新たに開設。
- 2019年6月 - 日本ABC協会の報告により、朝刊発行部数が798.8万部と報告され800万部を下回る。
- 2019年7月19日 - 宮崎日日新聞社佐土原センターへ西部本社朝刊（宮崎全域・鹿児島大半）委託印刷。
- 2020年2月9日 - クルーズ船「ダイヤモンド・プリンセス」[注釈 13]へ読売新聞350部・ジャパンニューズ250部無料配布実施。（2月21日乗客下船/3月1日全員下船）。
- 2020年3月1日 - 読売新聞大阪本社が「緊急時の新聞発行に関する相互協定」を中国新聞社と締結。
- 2020年3月25日 - 読売新聞西部本社が「緊急時の新聞発行相互協定」を宮崎日日新聞社と締結。
- 2020年4月1日 - 岩手日日新聞社より、青森高速オフセットの全株式を取得。
- 2020年4月1日 - 読売新聞と日本製紙が新聞古紙資源を100%国内で循環させる「クローズド・ループ」システム都内3区で稼働。
- 2020年4月1日 - 読売新聞西部本社と宮崎日日新聞社が締結した「緊急時の新聞発行相互協定」が発効。
- 2020年10月1日 -「青森高速オフセット」を「青森読売プリントメディア」と改称。
- 2021年12月 -  日本ABC協会の報告により、朝刊発行部数が699.2万部と報告され700万部を下回る。
- 2023年3月25日 - 当日の朝刊紙面で「向こう1年値上げしない」[注釈 14]と社告。同日ウェブサイトも更新[23]。読売新聞は物価高騰が家計を圧迫する中で、読者に正確な情報を伝え、信頼に応える新聞の使命を全うすべきとし、虚偽の情報や偏った言論が拡散される中で、正確で公正な情報を提供する新聞の役割はより重要であり、読者にこれまで通り新聞を手に取ってもらえるよう、最大限努力するべきだ、と主張している。なお、このあと4月5日、朝日新聞が値上げを公表している。
- 2024年3月23日 - 2023年に引き続き購読料を値上げしないことを2年連続となる形で社告で発表した。
- 2024年3月 - 日本ABC協会の報告により、朝刊発行部数が598.0万部と報告され600万部を下回る。
- 2024年11月28日 - 株価指数「読売株価指数（読売333）」を2025年3月に創設することを発表[24][25]。
- 2024年12月1日 - 2025年1月より朝夕刊セットの購読料を4,400円から4,800円に400円値上げをする他には、朝刊の一部売りは150円から180円に、夕刊の一部売りは50円から70円に、朝刊のみの統合版の地域は3,400円から3,800円へそれぞれ値上げすることを発表。値上げは2019年1月以来、6年ぶり[26]。
- 2025年6月4日 - 日本テレビと佐賀新聞、時事通信との4社共同でインターネット上にて流れている選挙情報のファクトチェックを共同で実施[27]。
- 2025年7月20日 - 同日投開票の第27回参議院議員通常選挙から日本テレビ（NNN）及び日本放送協会（NHK）との3社共同で国政選挙における出口調査を実施[注釈 15][28]。

### 題字の遍歴
出典:
- 創刊当時は縦書きだった。
- 横書きの題字が初めて登場するのは、創刊1万号を達成した1905年4月8日の朝刊であるが、1万号の特集の単発的なものあった。
- 本格的に横書きの題字が登場するのは戦後に入ってからで、今日に至っている。なお、1949年11月に当時は読売新聞とは別枠で独自に発行していた夕刊読売は創刊当初から縦書きだった。また1975年に創刊された中部読売新聞も、創刊された当初は縦書きだったが、すぐ横書きに統一されている。
- 夕刊に掲載されていた題字のスクリーントーンは、夕刊読売が読売本紙と紙面統合された1951年9月から。以下脚注参照[注釈 6]。
- 横書きになってから、題字の下には「THE YOMIURI SHIMBUN」（夕刊はこの後に改行して「EVENING EDITION」）と表記されていたが、一度2002年1月に廃止された。その後2008年3月31日付夕刊からは朝刊と同様、題字上に「THE YOMIURI SHIMBUN」の表記が復活されている。

## 創業者

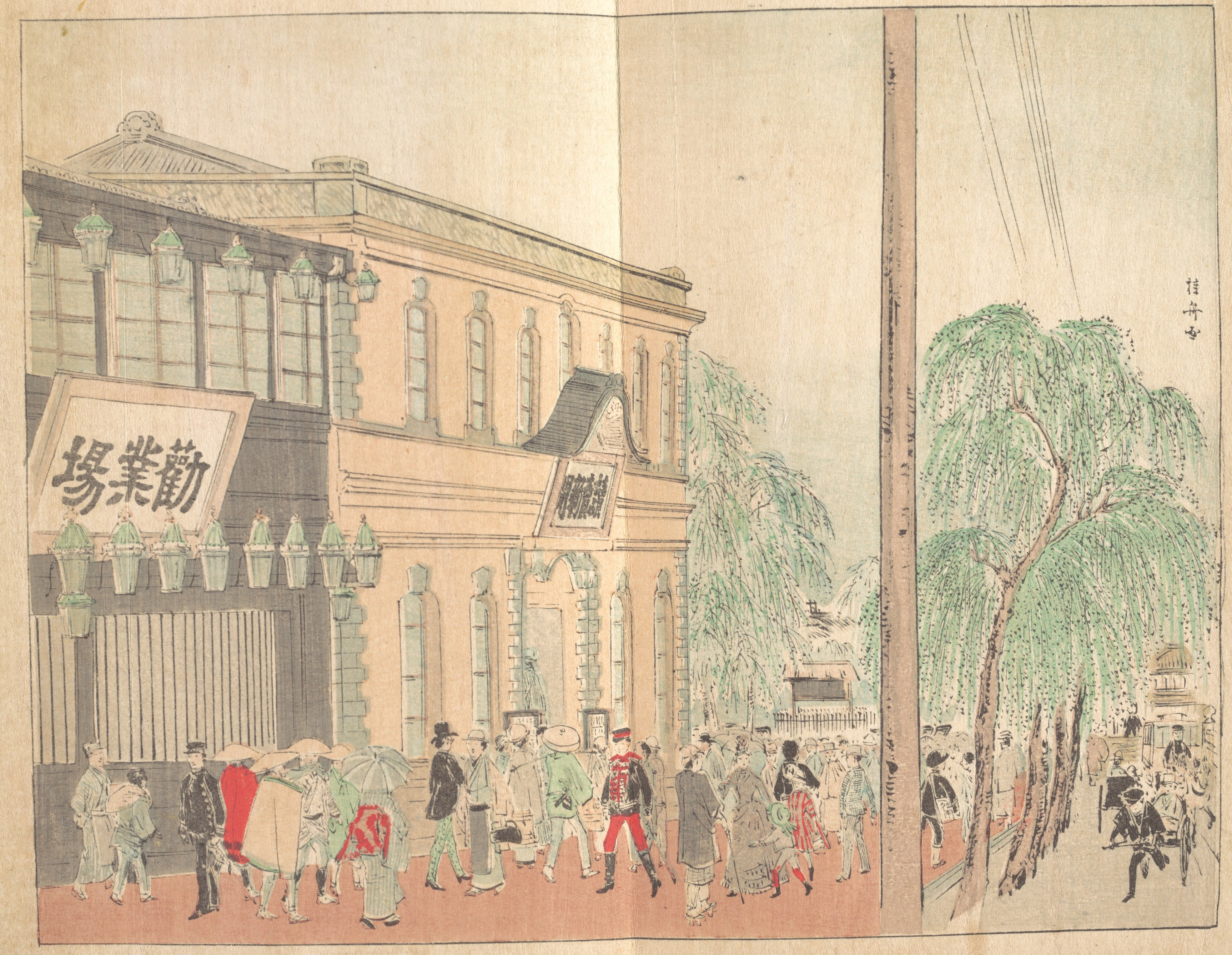
京橋の読売新聞社。隣に勧業場。明治末期。武内桂舟画

子安峻、本野盛亨、柴田昌吉が創業し、子安が初代社長（1874-1889）、本野が2代目社長（1889-1909）を務めた。子安峻（1836-1898）は、大垣藩士子安宗茂の長男として生まれ、江戸に出て砲術、蘭学、舎密学、英語などを学んだのち、1868年に外務省高官となり、傍ら1870年横浜毎日新聞の創刊に関与し、横浜で日就社を創立、1873年には、英和辞典『附音挿図英和字彙』を柴田昌吉とともに出版、翌年読売新聞を発刊した。
なお、三代目社長は高柳豊三郎（1910-1912）、四代目は本野英吉郎（1912-1917）、五代目は秋月左都夫（1917-1919）、六代目は松山忠二郎（1919-1924）が務めた。

## 人事

### 主筆
- 田島象二（1882年 - ）
- 高田早苗（半峰）（1887年8月1日 - 1891年12月31日）
- 市島謙吉（春城）（1892年1月1日 - 1894年5月31日）
- 中井喜太郎（錦城）（1894年6月1日 - 1901年10月22日）
- 松平康國（1901年10月23日 - 1902年2月28日）
- 石井勇（白露）（1902年3月1日 - 12月）
- 足立荒人（北鴎）（1903年1月1日 - 1906年11月20日）
- 竹越與三郎（三叉）（1906年11月20日 - 1907年6月27日）
- 足立荒人（1907年6月27日 - 1910年3月20日）
- 笹川潔（東花）（1910年3月20日 - 1913年12月28日）
- 五来欣造（素川）（1914年2月10日 - 1915年8月）
- 金崎賢（1915年8月 - 1918年3月30日）
- 伊達源一郎（1918年5月1日 - 1919年9月1日）
- 松山忠二郎（1919年9月1日 - 1921年）
- 大庭景秋（柯公）（1921年）
- 山崎光二郎（1930年3月 - 1933年1月15日）
- 高橋雄豺（1933年11月10日 - 1945年10月24日）
- 小林光政（1935年10月24日 - 1946年2月）
- 岩淵辰雄（1946年6月14日 - 10月19日）
- 馬場恒吾（1946年10月19日 - 1948年9月14日）
- 安田庄司（1948年9月14日 - 1949年5月20日）
- 小林與三次（1965年8月1日 - 1970年5月30日）
- 渡邉恒雄（1985年6月26日 - 2024年12月19日）[32]
- 老川祥一 (2025年6月10日 - )

## 組織

### 社会部
1953年には「読売新聞社会部」が第1回菊池寛賞を受賞（原四郎を中心とする同社会部の暗黒面摘発活動）、1955年には社会部記者の安部光恭が第3回菊池寛賞を受賞している。
また、読売新聞は、かつて立松和博、本田靖春（東京本社）、黒田清、大谷昭宏（大阪本社）といった辣腕記者を社会部に擁し「社会面に強い」と言われた。
読売新聞大阪社会部はコラム「窓」、長期連載「戦争」を拠点に、社会的弱者の視点に立つ特集記事を数多く発し、黒田が社会部長になってのち社会部は“黒田軍団”という異名で呼ばれた。しかし1980年代に社内で渡邉恒雄らによる保守的思潮が主流になると圧力が高まり、1987年に黒田は退社に追い込まれた。渡邉に放逐された記者は数多いが、渡邉が直接手を下すことはなかった。渡邉の意を体した周囲が該当する記者を左遷したり、仕事を取り上げたりして、退社に追い込むのが常であったと言われている。

### 医療情報部
読売新聞は、他の全国紙にはない医療専門の取材機関「医療情報部」を持つ。同部長である前野一雄は、自身が脳動脈瘤、次いで甲状腺がんを患った経験を生かして「脳動脈瘤がある人の不安と選択」(ISBN 4-88320-246-1)、「甲状腺がんなんて怖くない」(ISBN 4-385-36190-8)を著している（後者は杉谷巌との共著）。また、「『健康常識』ウソ・ホント55」(ISBN 4-06-257370-9)で世間に伝わる「健康常識」に疑問を呈している。

## 紙面・論調・歴史
現在の論調は、概ね中道右派・親米保守である。大衆主義とも評される。
2009年（平成21年）の新聞通信調査会の調査では、「最も保守的＝10点、最も革新的＝0点」という分布の中で、読売新聞は5.6点となって産経新聞の5.3点を上回り、全国紙の中で最も保守的であるとされた。日本経済新聞は5.2点、毎日新聞は5.0点、最も革新的な朝日新聞は4.4点である。
大垣藩士・子安峻、佐賀藩士・本野盛亨、柴田昌吉らの創業した読売新聞は、「文学新聞」として知られた。分かりやすい新聞、だれでも読める新聞を目指しただけでなく、西郷隆盛戦死の号外を自決した当日に出すなど早くから電信の導入をおこない、1877年 (明治10)、発行部数は2万5千部を突破して、早くも日本最大の発行部数を誇った。1887年 (明治20)には、立憲改進党や早稲田大学創設に携わった高田早苗が初代主筆となり、国会や憲法についての解説を記事にしたが、明治中期以降、部数が衰えた読売新聞は、1919年 (大正8)、白虹事件によって東京朝日を退社した松山忠二郎たちをむかえ、「大正デモクラシーの梁山泊」として、プロレタリア文学などの発表の場となるとともに、政治・経済の硬派記事を加え、部数も3万部から13万部に急伸させた。1923年 (大正12)、関東大震災の襲来にともない経営不振に陥った読売新聞は、1924年 (大正13)2月26日、警視庁刑事課長・警務部長を歴任し、虎の門事件で退官していた、まだ38歳の正力松太郎の手に委ねられる。
正力は、品川主計、小林吉政などの警察官僚を積極的に経営・販売に迎え入れ、「警察新聞」化をすすめる一方、アメリカのハースト系新聞社のイエロージャーナリズムにならい、警察ネタとセンセーショナルな記事を結合させる独自の紙面作りを推し進めた。とくに、暗黒街の取材に関しては他紙の追随を許さず、戦後は、原四郎社会部長の下、読売「社会部王国」を築き、「読売の在野精神」とよばれ、「庶民感覚」に根ざしたリベラルな論調を展開した。これは、絶対的な権力をもつ社長・社主の正力松太郎自身、自民党の政治家でありながら、社論に容喙することが少なく、また「販売の鬼」「販売の神様」と呼ばれた後任社長務臺光雄も、新聞の心臓部である編集に口を差し挟まなかったことが大きい。
1979年、渡邉恒雄の論説委員長就任以降、紙面の編集方針や論調は右派・保守主義となった。現在は基本的に自民党支持、改憲支持、日本経団連支持、新自由主義経済改革支持である。その一方、「大連立構想」以降の社説等で見られるように旧民主党やその支持母体である労働組合への論調は厳しいものが多かったが、民主党「も」政権に参加する「大連立」には積極的であるという側面もある。そのためか、民主党については、方向が違うために批判する場合だけでなく、税制改革のように基本的な方向は民主党主流派と一緒だが程度の違いがあるための批判という場合もある。これに関して言えば、同じ自民党支持でありながらも野党を批判する傾向が多い産経新聞とは一線を画していると言える。その他に、主筆・渡邉恒雄が戦争経験者であるため、特に靖国神社（特に遊就館）における歴史認識には批判的で、小泉純一郎の靖国参拝には反対していた。
政府の政策に関し、政策分野によっては（憲法改正問題、防衛政策など）、社の見解（社論）を明確に打ち出すのが特徴である（「本社、憲法改正試案を発表」、1994年11月3日）。他方、不得意な政策分野については、基本的に官庁発表をベースに報道を行い、官庁発表に顕れていない問題意識を独自に掘り起こすような記事に紙面を割かないのも特徴である。また、個々の記者の見解が前面に出るような記事が少なく、社論に沿った記事がほとんどであることも特徴である。同業他社からは「記者というより、ただのサラリーマン」と半ば憐れみを持って評されることも多く、これは記者能力の徹底的な平準化を目指す社員教育に要因を求める見解も存在する。また個々の記事のつくりは他紙に比べて独特で、見出しと内容に齟齬がある場合が散見される。記事については時に、「表現の詰めが甘く、完成度が低い」とも指摘される。
原子力発電については正力松太郎が原子力委員会の初代委員長に就任した経緯から一貫して推進を主張しており、社説でエネルギー問題（例：石油価格高騰や再生可能エネルギー等）を論じた後の結びには、必ずと言っていいほど原子力発電推進の主張で締めくくっているほど原発には固執している。
また、新聞業界の権益を確保するために、民主主義の維持を大義名分として社説で新聞特殊維持を主張したり（2006年2月20日付社説）、新聞への軽減税率導入をたびたび主張したり（2015年12月20日・2016年2月20日付社説）するなどして、結局それが実施されるなど紙面の政治への影響も大である。その一方で先の軽減税率や2015年安保法案の報道に関しては、賛否両論があったにもかかわらず、読売はそれに賛成する記事や意見だけを取り上げ、反対する意見は取り上げることはなかった。
5大全国紙中で唯一の人生相談コーナー「人生案内」を紙面に持っている。また教育面は早稲田大学と提携。また2008年に読売ウイークリーを販売不振で休刊させて以降、週刊誌を発行していない唯一の全国紙となった。
読売新聞の読者層について、木村雅文は大阪商業大学JGSS（Japanese General Social Surveys、日本版総合的社会調査）研究センターの調査をもとに、「日経や朝日と比べて高卒（新制）の割合、ブルーカラーの割合、非正社員の割合が多い」としている。これら学歴、職業を反映して読者世帯の平均年収は、毎日と並んで、日経、朝日、産経に次ぐとしている（いずれも木村、2004 ）。

### 全国紙への道
読売新聞社は、戦前に「九州日報」など日本各地の地方紙を買収して経営に参画し、全国進出を計画したが、第二次世界大戦に伴う新聞統制により、その計画は頓挫した。
1952年（昭和27年）11月25日、大阪府大阪市北区野崎町で「大阪讀賣新聞」の第一号を発刊した。東京の讀賣新聞社（現：読売新聞東京本社）とは別会社・別法人による「株式会社大阪讀賣新聞社」によって「讀賣新聞」が関西に進出し、全国紙としての体制を整えた。1953年4月1日付から、題字から「大阪」を外し、東京と同じ「讀賣新聞」の題号で発行。1971年から「読売新聞大阪本社」の呼称を使用。

1964年（昭和39年）9月23日、福岡県北九州市小倉北区砂津中津口（現：明和町1-11）で「読売新聞」の西部版第一号を発刊。当時の読売新聞西部本社は、読売巨人軍の運営会社、読売興業株式会社（後に『株式会社よみうり』に商号変更）の一事業として発足した。

1975年3月25日に、読売新聞の東海3県での発行としての形で、愛知県・岐阜県・三重県を対象地域とする『中部読売新聞』（題号：中部讀賣新聞、読み：ちゅうぶよみうりしんぶん）が創刊された。紙面は、東京で製作された紙面を一部共用し、読売本社と中部読売は編集・工務・販売・広告などの部門で互いに協力し合った。創刊号は、一般的な読売新聞の横並びの題字ではなく、中部読売独自による縦並びの題字が使われた。
毎週日曜には週刊の二部紙として日曜版「よみほっと」が一緒に封入されている。以前は「日曜版」→「y&y」という題名だった。また「y&y」の時代は「y&y日曜版」とは別に、週間のテレビ番組表「y&yテレビ」が木曜に連載されていたが、2008年10月の号から日曜版と一緒に封入されるようになった。

### 「戦時版よみうり」欠落部分の発見
1944年3月1日から1945年3月末まで、読売新聞社は本紙とは別に半分程度のサイズの日刊タブロイド紙として、総動員体制下の鉱工業・農林水産業勤労者、国民学校卒程度を対象に想定、分かりやすく伝える、娯楽要素も盛り込んで「戦時版よみうり」を出していた。戦時中の空襲で東京銀座の本社ビルが全焼、一部しか残っていないとみられていたが、長野県立長野図書館に欠落していた期間の分が多数所蔵されていたことが分かり、一部欠落はあるもののほぼ揃い、戦時下の庶民の暮らしを知る資料になるとみられている。また、作者田河水泡も戦後語っていなかった4コマ漫画『のらくろ』の1944年10月まで224本の掲載が確認された。

### Jリーグのチーム表記問題
- 1992年のナビスコ杯から1993年にかけてのJリーグ草創期、自社が当時メインスポンサーとして運営していたヴェルディ川崎（現：東京ヴェルディ）のチーム名を「読売ヴェルディ」とした（日テレも同じ。スポーツ報知=読売系スポーツ紙は「読売ヴェルディ川崎」とした）。
- 渡邉恒雄は企業名を冠したことについて「プロ野球と同じようにJリーグも企業重視が必要だ」、「川崎製鉄、川崎重工業[注釈 16]の商標で商標権侵害の恐れがある」[注釈 17]、「東京への移転問題」などの理由を挙げていた。[注釈 18]
- Jリーグでは企業名は排除して自治体（市区町村名）+愛称で表記するように指導しており、1994年度以後のシーズンは企業名を排除して「ヴェルディ川崎」としてクレジットするようになった。
- その他、横浜マリノスは「横浜」、横浜フリューゲルスは「AS」とした。これはフリューゲルスが当時長崎県、熊本県、鹿児島県をホームタウンに準ずる権限のある「特別活動地域」とした実質上の広域ホームタウン[注釈 19]であることを考慮したが、これも1994年から「横浜M」「横浜F」に統一された[注釈 20]。

## 注目を集めた報道・スクープ
- 1953年、新宿暗黒街の暴力追放などのキャンペーン報道により、第1回菊池寛賞を受賞[50]。
- 1954年、第五福竜丸の被爆事件の特ダネを報道。一躍、世界に知られるようになる。
- 連載「物価戦争」による物価引き下げのキャンペーン報道により、1966年度日本新聞協会賞を受賞[51]。
- 1962年8月28日、日本国内でサリドマイド児の存在を初めて明らかにした梶井正博士（北海道大学医学部）のデータをスクープした[52]。それを受けて約半月後（9月13日）、ようやく大日本製薬はイソミンとプロバンMの販売中止（及び回収）に踏み切った。レンツ警告（1961年11月）から遅れること約10か月後のことであった。
- 1968年、連載「昭和史の天皇」により、第16回菊池寛賞を受賞[50]。
- 1973年8月8日に起こった金大中事件で、韓国KCIAが介在していたことをスクープし、1974年度日本新聞協会賞を受賞した[51]。
- 1977年、弘前大学教授夫人殺人事件の再審に関する報道により、第25回菊池寛賞を[50]、また本事件に関する一連の報道により、1977年度日本新聞協会賞を受賞[51]。
- 企画「医療をどうする」により、1978年度日本新聞協会賞を受賞した[51]。
- 在韓日本人妻里帰りキャンペーン報道により、1986年度日本新聞協会賞を受賞した[51]。
- 1988年に発生した大阪府警察の巡査及び堺南署（現西堺警察署）署長以下の職員が組織ぐるみで主婦に占有離脱物横領の罪を着せようとした事件では、読売新聞記者がいち早く事件を耳にし、社会面に大きく特集記事を掲載したことから事件が発覚、主婦の冤罪が晴れた。この報道により、1988年度日本新聞協会賞を受賞した[51]。
- 1991年6月3日の雲仙・普賢岳噴火の写真報道により、1991年度日本新聞協会賞を受賞[51]。
- 企画「PKOぐったり“良識の歩み”」により、1992年度日本新聞協会賞を受賞[51]。
- 1994年の文化の日、日本のマスコミとしては初めての問題提起である「憲法改正草案」を発表し、憲法改正論議のさきがけとなる。しかし48年前の同月同日（日本国憲法公布の当日）に発行した『新憲法読本』で“新憲法をしっかりと身につけ新憲法を一貫して流れる民主主義的精神を自分たちのものとすることによって、われわれははじめて平和国家の国民としてたち直ることができるのである。”、憲法第9条について同書で“新しい時代の平和の典型として日本憲法を見るならば、ある程度の戦力保持の必要を漠然と感じる危惧感は、この憲法によって再生しようとする日本国民のヒューマニズムを踏みにじるものでしかない。それは単なる感傷の域を脱しない小市民的感情であろう”と述べていた事はあまり知られていない（つまり転向した）[53]。
- 日本の医療を取り上げた連載企画「医療ルネサンス」により、1994年度日本新聞協会賞を受賞[51]。
- 元日（1月1日）の一面トップ記事には、他紙のように連載特集記事ではなくスクープ記事を持ってくる。
  - 1969年（昭和44年）元日には「三菱銀行と第一銀行が合併」を報じた。既に両社の間では合併契約書が調印されており、この時点では正しい報道であったが、この報道を契機に第一銀行側で合併反対派が一大勢力となり、結局同年1月13日に合併が白紙撤回されたため、スクープは幻となった。
  - 1995年（平成7年）元日の「山梨のオウム施設近くでサリン残留物を検出」では、一連のオウム真理教事件報道のきっかけを作った。
- 日本国内で初めて、第三者の女性から卵子の提供を受けた体外受精をスクープし、1998年度日本新聞協会賞を受賞[51]。
- ユーゴスラビア紛争・コソボ紛争に関する一連の写真報道により、1999年度日本新聞協会賞を受賞[51]。
- 2009年12月22日朝刊で、佐藤栄作とリチャード・ニクソンによる日米核持ち込み問題を独占スクープした。この報道は2010年度日本新聞協会賞を受賞した[51]。
- 2011年7月21日付朝刊に東電OL殺人事件で別人のDNAが見つかったと報道。真犯人はネパール人男性ではない可能性があることをスクープ。2012年度日本新聞協会賞を受賞した。
- 2022年7月20日朝刊で、東京五輪の組織委員会理事とAOKIホールディングスなどのスポンサー企業の間で不透明な資金移動があり、東京地検特捜部が捜査を進めていると、逮捕の約1か月前にいち早く報道した。2022年度新聞協会賞を受賞した[54]。

## 疑義が持たれた報道・捏造報道・スキャンダル
- 1911年1月19日、小学校「日本歴史」教師用教科書の南北朝についての「容易にその間に正閏軽重を論ずべきにあらず」という記述を「大義名分を誤るもの」として社説で批判し、いわゆる南北朝正閏論問題に火を着けた。南北朝正閏論争は、大逆事件判決直後にとりあげられたため、桂内閣を弾劾したい人々による「正義の旗」に利用され、2月23日、立憲国民党は大逆事件とあわせ閣僚問責決議案を提出。桂内閣は、決議案否決のため、政府系会派「中央倶楽部」に大浦兼武を通じて朝鮮銀行から1万円もの資金を渡したという。2月27日、南朝・北朝のどちらを正統とするか、勅裁をあおぐことを閣議決定。結局、南朝正統の勅裁が下り、北朝は「偽朝」に、現在の皇室の祖先である北朝の天皇は、『大日本史』の例にならい、「○○院」とすることが定められた。戦前期の南朝を正統とする歴史教育の端緒を作っただけでなく、大逆事件とあわせて、予防策としての教育や社会政策、警察による取締強化を招いた[55]。
- 1925年にラジオ欄の創設、1932年に「地方版」である「読売江東版」の刊行など、時代を先取りする紙面作りを行う一方、1927年、ヌード写真を社会面に掲載し、「読売のエログロ主義」と呼ばれて批判も受けた[38]。
- 1930年代、毎日新聞・朝日新聞などと同様、いわゆる「十五年戦争」「大本営発表」に全面的に協力し、大東亜戦争を煽りたてる報道を行った。ただし当時、同業者からは「新聞記事は創作するのが練達堪能の記者とされ、やがて幹部に出世する大道」[56]「外電と称して実は編集室の机上でニュースを創り上げる」[57]と見られており、1938年に捏造記事「揚子江上英米軍艦訪問記」で記者が処分されると驚きをもって迎えられた。また、営利主義的に親ナチ・ヒトラー礼賛の紙面作りを行い、1941年の独ソ戦開始直後から「独軍の電撃的勝利」「赤軍の全面的崩壊」とやったため、年末になると収拾できなくなった。その姿は同時代から「昭和年代のお笑い草」[57]とされた。
- 1948年、昭電疑獄において、重要人物の召喚を次々と予告して的中させる、連続特大スクープをおこない、「朝起きたら読売を見る、自分の名前が出ていないのを確認して朝日を読む」といわしめるほどの報道をおこなった。このセンセーショナルな紙面作りを可能にしたのは、記者としての訓練をほとんど受けていない、入社3年目の駆け出し記者、24歳の立松和博である。立松和博の父・懐清は、朴烈事件の予審判事。そのため立松は、検察幹部に可愛がられ、「木内曽益 最高検次長検事―馬場義続・東京高等検察庁次席検事―河井信太郎・東京地方検察庁主任検事」のラインに結びつくことに成功した。当時、GHQ内は、日本の占領統治をめぐって、右のチャールズ・ウィロビー少将と左のチャールズ・L・ケーディスが対立・分裂しており、ウィロビー少将は自由党の吉田茂を支持していた。「木内－馬場－河井」の検察ラインは、芦田均内閣を潰そうとするGHQの政治的思惑にそって、昭電疑獄をでっちあげて、検察が政治を支配する時代をつくりあげたのである。河井信太郎は、馬場の黙認の下、捜査情報を読売新聞にリークし続けた。検察は、読売新聞一社のみにスクープを独占・継続させることを通して、強烈なインパクトを各界にあたえ、芦田連立政権を崩壊させることに成功した。ただ、立松は、読売の連続スクープに息巻く他社の記者たちから、河井がネタ元であることを悟らせないようにするため、細心の注意を払わざるをえず、睡眠不足と疲労からヒロポンを打つほど心身がボロボロになり、ほどなくして休職に追いこまれることになる。1957年の売春防止法の読売新聞における大誤報事件は、取材体制の出遅れにあせった景山与志雄社会部長が、昭電疑獄時のエース記者、立松を病欠から呼びもどしたことからはじまった、という。なお、司法記者クラブが検事の家に夜討ち朝駆けをして「ネタ」を物乞いする習慣は、昭電疑獄から始まり、造船疑獄で定着、ロッキード事件やダグラス・グラマン事件、リクルート事件では、検察関係者による報道機関に対するリーク、すなわち検察リークが猛威を振るうことになる。検事たちが思いあがり、報道機関が検察批判をすると、ただちに「出入り禁止」にする慣行は、三田和夫によれば、読売新聞による昭電疑獄・造船疑獄報道が原因、と、読売新聞の行為を厳しく断罪している[58]。
- 1950年6月1日に電波三法が施行されたのに伴い、米国の資金と技術によって放送・通信分野の国内基幹網を建設し、公共団体や保安隊へ貸与する構想が浮上した事で騒動が起きた。1952年9月4日の読売新聞には、正力松太郎が中心的役割を担うマイクロ波中継構想が公表された。構想は二転三転したが、最終的に1954年暮れの参議院通信委員会決議により決着した。
- 1954年3月、第五福竜丸の被曝以降、読売新聞は、社主にして自民党議員、正力松太郎の政治力拡大と原発利権掌握の思惑から、CIAとの協力をえて、原子力平和利用を奨める『日本の原子力発電所建設』のため、積極的なキャンペーン記事を行った。ただ、日本の再軍備のため、独自に核兵器の開発能力を期待して、原発を推進した正力とCIAの思惑は一致せず、CIAが協力するにとどまったことが、有馬哲夫『原発・正力・CIA―機密文書で読む昭和裏面史』により明らかにされている。
  - 但し、この事は、東日本大震災における福島第一原子力発電所の水素爆発（福島第一原子力発電所事故）以降、改めて問題視され、2012年6月1日、ウォール・ストリート・ジャーナルは、読売新聞グループ本社社主と原子力発電の不透明な関係を世界に伝えた[59]。
- 1957年10月18日、朝刊社会面トップ記事は、前年に成立した売春防止法をめぐって、反対運動を行っていた赤線（公認売春）組織から宇都宮徳馬・福田篤泰両代議士が収賄していた、というものであった。これは法務省刑事課長・河井信太郎のリークであったが、読売に情報を漏らす法務省関係者をあぶりだすため、検察が法務省に仕掛けたガセネタであった。読売新聞は、ただちに両代議士から事実無根と告訴され、執筆者の立松和博記者も逮捕された。当時、後に検事総長になる伊藤栄樹たち東京地検特捜部の検事たちは、前任の事務次官・岸本義広によって法務研修所の教官にとばされた河井信太郎が、馬場義続・法務事務次官によって法務省の刑事課長に呼びもどされ、やがては特捜部長に返り咲くのではないか、と憂えていた。とても法律家とは思えない、 造船疑獄における河井の強引な捜査手法に危惧の念を抱いたからにほかならない。岸本東京高検検事長の検事総長就任をめぐって、検察庁内の岸本派と馬場派の感情的対立は頂点に達した。岸本派の集う東京高検は、馬場たち赤レンガ派の昭電疑獄以来の読売新聞への河井のリーク疑惑を確認するため、あえて法務省にガセネタをあげたのである。河井信太郎は、法務省にあげられた容疑濃厚な5名の代議士の内、宇都宮徳馬と福田篤泰のみ、イニシャルではなく実名での報道を立松に認めた。これは、当時もっとも汚い汚職とされた売春疑獄において、選挙に強くない東京2区の宇都宮、東京7区の福田を読売に名指しさせることで落選させて、大物新人として当時総選挙に出馬予定であった、藤山愛一郎外務大臣（東京2区）と、後の参議院議長安井謙の実兄、安井誠一郎東京都知事（東京7区）の当選を確実にし、 岸内閣のために便宜をはかることが狙いだった、とみられている。小島編集局長は、ニュースソースである河井信太郎を隠匿するため「検察庁筋」と答えたとものの、検事総長は両氏の容疑と情報漏れを完全否定。衆議院法務委員会の証人喚問の動きに対して、原四郎は他紙への根回しのうえ、誤報にもかかわらず、全紙をあげて東京高検攻撃に出た。結局、正力松太郎の調停もあって、12月18日、謝罪広告を出し、立松記者は懲戒休職処分となった。読売「社会部王国」終わりの始まり、とされるスキャンダルであった。
- 1960年代、読売新聞は、朝鮮民主主義人民共和国を礼賛し、在日朝鮮人の北朝鮮帰還事業を積極的に推し進めた。1960年1月9日、読売新聞は、ピョンヤン発の特派員電で、「北朝鮮へ帰った日本人妻たち」「夢のような正月」という記事を掲載し、金日成首相に招かれて新年の宴会に出席してることや、正月用にお餅やおせち料理が特配される豊かな生活ぶりを伝え、日本人妻をふくめた在日朝鮮人の帰国熱をあおりたてた。そして、「夫の祖国に帰った日本人妻たちはみんな喜びと幸福にひたっています。新潟を出港するまでの不安や心配は、国あげての大歓迎にすっかり消しとんでしまったようです」「日本で貧困と、ときには屈辱の生活をおくっていた妻たちには夢のようなお正月。まだ日本で帰国をためらっている同じ境遇の人たちに『早く来るように伝えてほしい』と口をそろって語っている」「記者が見たすべての日本人妻が、朝鮮にきてほっと解放されたかのような安らぎをみせ」「みんなが希望にあふれて前方を見つめている」とのべ、多くの日本人の犠牲者をつくりだす原動力となった。読売新聞や産経新聞が在日朝鮮人とその日本人妻の北朝鮮帰国事業を煽りながら、社民党や朝日新聞を攻撃するだけで、自らの過去の言論をまったく反省しない姿に対しては、「目糞鼻糞を笑う」とまで厳しく批判されている[60]。
- 1966年12月24日、朝刊一面トップで「総選挙にかける」という特集記事が組まれ、「黒い霧の審判 歓迎されぬ首相の応援」「史上最低の不人気内閣」「(支持率)二五パーセントの不人気首相」と、渡辺恒雄記者による佐藤内閣への批判キャンペーンがおこなわれる。1961年以降、旧大蔵省関東財務局・国有財産局であった「国有地の払い下げ」問題がこじれたためであった。跡地は日比谷通りに面した一等地のため、100社以上の応募が殺到。読売新聞は、49番目の応募だったが、「角さん、俺のとこに社屋の土地をよこせよ」（渡辺恒雄の田中角栄への直談判の時の発言）と、熾烈な政界工作を展開。1963年、読売への払い下げが決定された。ところが水野成夫産経新聞社長の巻き返しで、1966年夏、払い下げは白紙撤回。そのため1966年12月22日、業を煮やした務台光雄副社長は、読売新聞本社部長会の席上、「大手町の国有地を払い下げるとはっきり約束した。この約束が反故になったら日本の政治はもうおしまいだ。道義は地に墜ちてしまう。そうなったら内閣と一戦交えるしかない」と発言。12月24日朝刊記事は、国有地を読売にわたさない佐藤内閣へ、解散総選挙を利用した圧力であった。1966年12月27日、「黒い霧解散」で衆議院が解散される。12月29日、務台光雄と佐藤栄作は、首相官邸で会談をおこなう。読売新聞は、460万部の部数をバックにして、大手町の国有地を手に入れることに成功した。[41]
- 1974年から1975年にかけて、読売新聞は名人戦騒動をおこした。1961年から始まった旧・名人戦は、高度成長期に14年間も、2500万円前後に契約金が据えおかれた。そこで日本棋院は、1億円の契約金を提示した朝日新聞に名人戦主催権を移すことを表明。あわてた読売新聞は、「金目当て」「信義がない」と激しいバッシングをほぼ1年にわたって囲碁界全体に加え、裁判にまで発展した。1975年末、「最高棋士決定・棋聖戦」創設（1976年から開始）という形で落ち着いたものの、日本棋院のプロの卵である院生の数は激減。日本囲碁界の凋落と中国・韓国の台頭の一因となった[61]。
- 1978年、ドラフト会議前日に協定の隙を突いて、プロ野球セ・リーグの読売ジャイアンツと作新学院、法政大学出身（のち阪神タイガース・読売ジャイアンツ、解説者）の投手江川卓が入団契約を結んだ事件、いわゆる空白の一日。これは栃木選出の代議士である船田中議員らが関与したとも言われ、その経緯は「実録たかされ」（原作：江川卓、作画：本宮ひろ志）などに詳しい。この事件は読売の100年史においてもその記載をどうするかで論議されたが、結局掲載を見送られるなど、読売社内においても一種のタブー扱いになっていた。しかし、2005年の日本テレビのスポーツ番組においてこの事件が取り上げられるなど、近年では内部での扱いが変化しつつある。
- 1986年12月5日夕刊では、「よみうり寸評」差し替え事件がおきた。「よみうり寸評」では、中曽根政権の売上税導入の決定に対して、「朝三暮四のもう一つの意味、詐術を用いて人を愚弄する点も、今回は当てはまる。（略）中曽根首相は七月の同日選のとき、『大型間接税は導入しない』と選挙民に約束した」と批判。渡邉恒雄主筆（1985年6月就任）の展開した「売上税は中型間接税だから公約違反ではない」という売上税導入キャンペーンにそぐわぬためで、夕刊3版から急遽差し替えられた。「よみうり寸評」で1981年の日本記者クラブ賞を受賞した村尾清一記者は、1987年6月、出版局顧問に退いた[41]。
- 1987年11月29日、大韓航空機爆破事件では、「大韓航空機の墜落確認 タイ奥地」（11月30日夕刊）と報道した。墜落したのは、ベンガル湾上空であった。またこの事件では、11月30日、日本人に背乗りした偽造日本国旅券を使った人物が、中東のバーレーンで逮捕されそうになり服毒自殺をした。12月2日付夕刊で読売新聞は「墜落大韓機自殺の男 宮本と同一人物か」と、自殺した男性が宮本明（李京雨）と同一人物と報じた。実際は金勝一で、他紙は「自殺男性 宮本と別人か」（同日毎日新聞夕刊）と報じていた。また翌3日、夕刊一面トップは、「「宮本」に逮捕状」の見出しが踊り、「3日、公文書偽造などの容疑で逮捕状をとった」と報道した。しかし、実際は、翌4日朝刊「「宮本」逮捕状請求は見送り」であり、完全な誤報であった。「韓国筋」「公安筋」に頼りすぎた結果の、誤報続出であった[62]。
- 1989年8月17日、夕刊一面トップで、東京・埼玉連続幼女誘拐殺人事件の容疑者「宮崎のアジトを発見」と報道した。記事ではアジトの様子が語られており、アジト付近の地図まで載っていたが捜査本部は全面否定し、全くの虚偽であることが判明。翌日には「おわび」を出したものの、「検証」記事に2ヶ月もかかり、その内容も具体性に欠けるものであった。この虚偽報道事件は、珊瑚損傷記事捏造（『朝日新聞』同年4月20日夕刊）やグリコ・森永事件の犯人取り調べ捏造（『毎日新聞』同年6月1日朝刊）とならぶ一大スキャンダルであったが、朝日新聞のサンゴ事件の影に隠れてほとんど話題にされず、読売新聞は処分の内容も、記事を書いた記者の名前も明らかにしなかった。
- 1990年5月6日、子供の日翌日の朝刊社会面トップは、「雨の日の5日午前2時幼い2人置き去り 歩道とぼとぼ 保護 親の名言わず」と、「豊かな時代」の「子捨て」を報道し、「親の身勝手から依然として後を絶たない」と批判した。しかし実際は、父に黙って深夜に外出して保護されただけであり、記者の早とちりであった。ところが、訂正・お詫び記事を出さなかったどころか、「同署では"兄妹は大人たちに囲まれ、緊張感と警戒心で自宅がすぐ近くにあることさえ口に出せなかったのだろう"と同情している」（5月7日夕刊）と書き、読売新聞は誤報の責任を子供になすりつけた。
- 1994年3月25日、朝刊一面に「『グリコ・森永』に有力容疑者 大阪の男、一部供述」という見出しがおどった。内容は、「グループ8人か」「捜査本部一斉聴取へ」「江崎勝久・グリコ社長誘拐に始まった一連の事件について関与を示唆するような供述」「末端の実行犯の可能性」「『しゃべれば、殺される』などと供述」「当時の行動を再現させるなど、確認作業を始めた」「時効まで残すところ二ヶ月余りという局面で最大のヤマバをむかえる」というもの。しかしその後進展はなく誤報であることが分かった。読売新聞は6月2日朝刊一面の「グリコ・森永事件『アベック襲撃』も時効」と伝えたことを受けての社会面記事、「悔しい時効」の一節にあわせて掲載した「大阪社会部『グリコ・森永事件』取材班」の署名入り記事「性急だった本紙報道」の中で「情報の検証に甘さがあったことは否めない」と釈明した[62]。
- 松本サリン事件において、6月28日付でマスメディアが報じた「薬剤の調合をまちがえた」「農薬混合」とされた「毒ガスの正体」が、7月3日になって農薬ではなく調合では精製できない化学兵器の『サリン』と判明したものの、1994年7月15日夕刊では「薬剤使用をほのめかす 事件直後に会社員」と、会社員・河野義行を犯人視させる報道をおこなっている。なお読売新聞は1995年5月12日になってから河野に対し紙面で謝罪をおこなった。
- 1995年3月28日、地下鉄サリン事件の報道が過熱する中で、朝刊一面にトップに「入院の男 容疑者と断定」「小伝馬町駅 サリン車内に置く」「目撃情報で突き止める」「回復次第 取り調べ」と題した記事を掲載した。内容は、営団地下鉄日比谷線の電車の3両目車内に、サリン発生源である新聞包をおいたコート姿のサングラスの男は、サリンを浴びて入院している男と同一人物であることが、目撃情報によって突き止められた、というものである。しかし同日夕刊の続報では、社会面で「犯行とは無関係」と、朝刊特ダネを完全に否定した。容疑者と断定した人物についての謝罪・顛末説明は行われていない。
- 2001年から2002年にかけて、読売新聞は田中眞紀子外相更迭の旗振り役をになう。2001年6月2日付社説では、「機密費問題などに見られる外務官僚の閉鎖的体質を改めるのは大事なことだ。だが、いたずらに省内に混乱を生じ、外交を弱めるようでは本末転倒」と、田中外相の外交感覚を危惧。8月3日、4日付社説では、事務次官人事の混乱に基づき、田中外相の更迭を要求した。これは、「9・11」以後噴出する田中外相批判の先鞭となり、2002年1月29日の外相更迭につながっている。しかし2002年2月以降、機密費横領・水増し詐偽・組織的裏金作り・私的流用・「鈴木宗男疑惑」などが噴出すると、一転して「『政と官』の不明朗な関係が批判されているにもかかわらず、外務省幹部の意識が一向に改まっていない」（2002年2月24日付社説）と批判した。
- 2002年4月、個人情報保護法案と人権擁護法案の国会審議入りに際して、日本新聞協会（会長・渡邉恒雄）は、表現：報道の自由を侵すとして廃案・出直しをもとめ、緊急声明まで出して反対姿勢を示していた。しかし読売新聞は、個人情報保護法については、メディアを含めて守らなければならない基本原則のうち「透明性の確保」を報道分野だけ除外する、などを柱とした「「報道の自由」と両立を/修正試案を本社提言」を5月12日付1面で掲載した。5月13日、小泉首相は、読売試案を参考にして修正協議に入るように山崎幹事長に指示。事前了解済みを疑わせる怪しい動きに、ほとんどのメディアがこの読売試案に反発。「特定の大新聞がよければ「青信号」を出せるような法案ではない」（『北海道新聞』）「読売案は<歴史の汚点>」（月刊『文藝春秋』）と強い批判を浴びた。
- 2002年9月18日、小泉訪朝による日朝首脳会談では、政治部長署名記事で、「北朝鮮が軍事独裁国家である限り、経済協力などできるものではない」と啖呵をきった。しかし、1962年から1965年、朴正煕政権との日韓国交回復交渉において、金鍾泌と日韓国交回復に反対していた党人派大野伴睦を引き合わせるなどして、軍事独裁国家に対する経済協力を実現させた黒子役は、読売新聞の渡邉恒雄記者（当時）であった[41]。
- 2003年3月、米英によるイラク戦争の開始にあたって、「湾岸戦争から十二年後の今もなお、大量破壊兵器の廃棄義務を履行していない」（3月9日社説）「大量破壊兵器を廃棄した、というフセイン政権の主張は、まだ立証されていない」（3月14日社説）「問題の本質は、イラクの大量破壊兵器がテロリストの手に渡る危険性をどう排除するか、である」（3月19日）など、イラク攻撃に賛成する論陣を張った。しかし2004年の米政府調査団による最終報告にて、大量破壊兵器がイラクに存在しなかったことが結論付けられた[63]。
- 2004年4月8日に起こったイラク日本人人質事件報道において読売新聞は、「三人の行動はテロリストの本質を甘く見た軽率なもの」（4月9日）「三人にもこうした事態を招いた責任がある」（4月10日）「人質の家族の言動にもいささか疑問がある…政府や関係機関などに大きな無用の負担をかけている。深刻に反省すべき問題である」（4月13日）等、人質とその家族を批判する「自己責任論」の火付け役となる。また4月19日付社会面では、本人の日本帰国費用のほか、政府自治体関係者の活動費まで細かく算定して「自己負担論」を唱えた。だが読売新聞は、自衛隊イラク派遣でサマーワから記者を撤退させた際、「現地の治安が悪化し、外務省から航空自衛隊の輸送機で撤退を求められたため、利用」（4月15日）した事実を公表したが、帰国費用や政府自治体関係者の活動費を「自己負担」したかどうか、未だ明らかにしていない。
- 2004年5月26日、「アル・カーイダ幹部新潟潜伏」の見出しで記事を掲載。新潟で会社を経営しているバングラデシュ国籍の男性が、国際テロ組織アルカーイダと関連があるかのように報道した。警察の捜査の結果、男性はアルカーイダとは無関係と判明。男性は名誉を傷つけられたとして読売新聞東京本社に330万円の損害賠償を求めた。読売新聞側は「記事は警察当局の見方や方針を報じたもの」などと主張したが、1審、2審では読売新聞側の裏付け取材が不十分なうえ、記事の見出しは原告がアル・カーイダ幹部であると読者に誤解させるものと判断、原告の名誉棄損を認めた。2008年11月25日、最高裁は読売側の上告を棄却したため読売新聞に220万円の支払いを命じた2審判決が確定した。
- 2005年、デンマークの新聞「ユランス・ポステン」が、預言者ムハンマドに関する風刺画12枚を掲載、イスラム教徒の反発と抗議行動を招いた。ヨーロッパの新聞が、風刺画を転載するなど、「表現の自由」を訴える中で、2006年2月11日、読売新聞は、社説「風刺漫画騒動 『表現の自由』には責任が伴う」の中で、「風刺漫画という表現方法で、権力者や社会事象などを皮肉るのも、報道の範疇だろう。だが、それによって、敬虔な信仰心を傷つける権利までは表現の自由にはない」とし、これ以上信教の自由を侵してはならないという論陣をはって、どのような風刺画だったのかを一切明らかにしなかった。一見、「信教の自由」を重視したようにみえるが、実は、イスラム教徒の暴力やテロを極度に恐れた日本新聞協会や日本雑誌協会による、風刺画を転載しない申し合わせに従っただけにすぎないことが明らかにされており、暴力への弱腰が厳しく批判された[64]。
- 2007年2月16日、アサヒビールがサッポロホールディングスに経営統合を提案したとの報道がなされたが、両社ともにそのような事実は無いとして否定した[65][66]。
- 2007年6月2日、朝刊の連載小説「声をたずねて、君に」の同年5月28日掲載分について、挿絵が雑誌に掲載された写真を無断使用して描かれていたことが判明。即座に挿絵の掲載を中止し、他にも無断利用がないか調査した結果、7月2日には新たに35点に著作権侵害の疑いがあることが判明した。挿絵を担当したのはイラストレーターの中島恵可であり、写真の無断使用を認めている。使われた写真は高知新聞に掲載された32点と読売新聞に掲載された3点。高知新聞の掲載写真のうち、13点は共同通信、5点は時事通信、2点は主婦と生活社の配信であり、読売新聞社は各社に謝罪した[67]。
- 2007年11月、自民党と民主党の間で大連立内閣を組む構想が持ち上がったが、読売新聞主筆の渡邉恒雄が仲介役として関与していたことが読売新聞以外の各紙報道により伝えられた。読売新聞自体も大連立を推進する報道を行い、構想頓挫について民主党を批判する報道を行った。
- 2008年1月27日、石川県版に掲載されたある大学教員の学位を巡る記事に対して、大学から「取材を受けていないのにコメントが掲載されている」という抗議があり調べたところ、金沢支局の記者が大学側に取材を行わず他紙の報道や大学、文部科学省の公表資料などを参考にして記事を執筆し、コメントも「土曜日で電話がつながらなかったから」という理由で捏造していたことが発覚。記者は休職1カ月の懲戒処分となった[68]。
- 2008年7月28日、青森県版に掲載された全日本吹奏楽コンクール青森県大会関連の記事で、掲載された八戸市代表楽団長の談話は“岩手県中部の地震被災地関連の記事が必要だ”と考えた青森支局の記者が、楽団名を検索エンジンで調べて執筆した捏造記事だった（コメントした団長は先任者で楽団とは既に無関係）[69]。元団長本人からの指摘で発覚。談話部分は取り消され、執筆記者は休職3ヶ月、伊藤学支局長は譴責の懲戒処分となった。取消・謝罪は「青森版」のみに掲載された。なお、謝罪会見は行われず、執筆者も明らかにされていない。
- 2009年5月22日、20日付朝刊のスポーツ面に掲載された記事が中国新聞からの盗用であることが発覚。読売新聞大阪本社の運動部記者が容疑を認めたため、中国新聞社に謝罪した[70]。後日、その他の盗用の有無を調査した結果、同じ記者が執筆した4月16日付朝刊のスポーツ面においても、中国新聞の2008年9月11日付のスポーツ面の記事と酷似した表現が数カ所発見され[71]、最終的に8本の記事で盗用が確認された[72]。
- 2009年7月23日付け世論調査記事『「比例は民主」42%、優勢維持…読売世論調査』で、麻生太郎と鳩山由紀夫のうち総理大臣にふさわしいのはどちらかを比較するグラフを掲載したが、菅原琢・東京大学特任准教授（先端科学技術研究センター、博士（法学））は作為的に（基準軸を操作して）麻生の横ばい評に対し鳩山は大きく下落しているように表現したとし、「メディアの信頼性を毀損するもの」と批判している[73]。
- 2011年3月11日、東日本大震災による福島第一原子力発電所事故の被災に対して、原発推進派で多額の広告料を東京電力からもらっていた読売新聞は、放射能被害を少なく見せかける虚偽の報道を繰り返した。2011年3月16日には、「『黒い雨』『うがい薬飲め』のデマ」と題して、「放射性物質が雨に溶け込んで降ってくるというのは考えにくい」という原子力安全技術センターのコメントをのせるなど、放射性物質を含んだ雨水によるホットスポットによる被曝を否定をつづけた。ところが、2011年10月22日、千葉県柏市の私有地では、毎時57.5マイクロシーベルトの高い放射線量が検出され[74]、10月23日、文科省は「原発事故が原因の雨水」とみとめることとなる[75]。
- 2011年5月20日の朝刊一面トップで、「東電社長に築舘氏」との見出しで、同社の清水正孝社長が退任し、常任監査役の築舘勝利が社長に就任すると報じたが[76]、実際は西沢俊夫常務取締役が社長に就任した[77]。この誤報については、「『ああ、新聞ももう絶望的だな』と思った」「社長にならない人を社長になるって書いちゃった。それもマヌケだけど、この期に及んで社長人事が1面トップ、特ダネだと思っているような人たちが新聞を作っている。それが何よりもマヌケなんです」（烏賀陽弘道）「ワカメや昆布からヨウ素131が10万ベクレル以上検出されたというほうが世界的大ニュースですからね。しかも食べているのは日本人なんです。でも新聞はそれをやらない。感覚がズレている」（上杉隆）「いや狂っていると言ったほうがいい」（烏賀陽弘道）などと、批判を浴びている[78]。
- 2011年9月2日の野田内閣発足の際、同日付けの朝刊の1面トップで「財務・岡田氏」と乗せ、岡田克也が財務大臣に内定したと報じたが[79]、実際には岡田は入閣せず、誤報となった[80]。
- 2012年3月15日付『朝日新聞』の朝刊一面トップは、読売巨人軍が新人選手へ1億円をこえる契約金を裏金で支出していた、とする報道であった。読売新聞は、同日、朝日新聞の報道にあわせて、ただちに反論記事を掲載。新人選手への1億円以上の契約金の支出禁止は、2007年1月までは、目安に過ぎなかったとした。だが、この反論記事は、「04年に横浜や西武が1億円を超えて払っていたことが大きなニュースになって、コミッショナーに厳重注意を受けて、西武なんか上層部が責任をとった」「あれは何なの？ 野間口も同じ04年ですよ。その時になんで巨人さん、バックアップしてくれなかったのよ。『ルールじゃないんだよ』と。そう思うじゃないですか」（小倉智昭）という反発をうけただけではない。報道各社に「朝日がこんな取材をしているが」と反論文書を配る、読売新聞の「報道のモラル」に反した振る舞いも厳しく批判された。とりわけ、読売新聞の反論の中で失笑を買ったのは、「いま球団が一丸となって東日本大震災を支援しようとする時に、10年も前のことを持ち出すのはいかがなものか」と、東日本大震災の復興への支援をダシにして、朝日新聞を批判し、裏金報道を封じこめようとする態度であった[81]。
- 2012年（平成24年）10月11日付の朝刊一面トップ記事にて『iPS心筋移植 - 初の臨床応用』の見出しを付けた記事を一面と三面に掲載。ハーバード大学客員講師・東京大学客員研究員の森口尚史が、iPS細胞を利用して心筋細胞を作成し、特殊な注射器で心臓の30箇所に注入し手術が成功した、という記事を書いた。しかし2日後の10月13日の一面記事にて『iPS移植は虚偽』と見出しを出し「おわび」を掲載。10月11日朝刊と夕刊・一部地域の12日朝刊の関連記事に誤りがあったとして、お詫び文を掲載し誤報を認め、検証記事を10月13日朝刊8面に掲載し、事実上の虚報を認めた。
- 2013年（平成25年）5月19日付朝刊1面および8面にて、東京電力が柏崎刈羽原子力発電所1号機と7号機の運転再開を原子力規制委員会に申請する方針を固めたと報道。YOMIURI ONLINEにも同内容の記事を掲載した[82]。これに対し東京電力は、そのような事実は無いとして、読売の報道内容を否定した[83]。
- 2017年に福島県楢葉町長の発言談話を捏造したと報道された。楢葉町長が「避難先から帰還しない職員は昇格・昇給させないようにする」と発言したという内容だったが、実際は締め切りが迫った記者が取材せずに文面を捏造した。読売新聞は当該記者を懲戒処分にするとお詫びした[84]。
- 2018年（平成30年）1月11日付にて、着物販売レンタル会社「はれのひ」の店舗が突如閉鎖され、多くの新成人が成人式で振袖を着られなかった問題で、横浜市が被害者を対象にやり直しの成人式を開催することを検討していると報道[85]。しかし、横浜市教育委員会は信用調査会社「データ・マックス」の取材に対し、「そのような事実はない」と否定し、「現状では被害の把握に努めている段階。市として何をできるか、何かするかどうかも含めて未定」と明言した[86]。
- 2019年（令和元年）10月25日付朝刊富山版にて、富山県内の自治体のソーシャル・ネットワーキング・サービスに関するコメントを掲載。直後に自治体のコメントは、記者が捏造したものと判明し、同月29日付け富山版にて記事に関するおわびが掲載された[87]。
- 2021年6月15日、韓国の文在寅大統領が7月23日開幕の東京五輪に合わせて来日する方向で日韓両政府が調整していると報道するも[88]、加藤官房長官は同日、そのような事実はないと否定した[89]。
- 2021年11月5日、政府が18歳以下の子どもや若者に現金10万円を一律支給する方針を固めたと報道するも[90]、7日、高市早苗自民党政調会長はこれは誤報であるとし、自民党議員の事務所に抗議が殺到していると明かした[91]。
- 2022年11月1日、島津製作所が、防衛関連事業から撤退する方針を固めたと報道したが[92]、島津製作所は同日、当社の方針は従来通りで、事業撤退などについて決定している事はないとの見解を発表した[93]。
- 2022年11月21日、バーチャルYouTuberや中央大学教授などへの取材を元に「仮想空間『メタバース』でセクハラ横行…臨場感あり『とにかく気持ち悪い』」という記事を読売オンラインや読売新聞夕刊に掲載したが、「メタバースのイメージを不当に悪化させかねない」と取材先からの抗議を受け、同月22日までに記事が取り下げられた[94]。
- 2024年1月6日、令和6年能登半島地震に関連し「地震被災者の避難所となっている県立穴水高校で自動販売機が壊され、中から飲料と金銭が盗まれていた」とする目撃者の証言を報じた[95]が、その後、北國新聞は「自分も避難者で、飲み物を確保するために自販機を壊し」「石川県警は事件性はないとの見方を示している」と伝えた[96]。
- 2024年4月6日、小林製薬紅麹サプリメント問題で、小林製薬の取引先企業の社長の談話として、発言していないことを知りながら、大阪本社社会部主任が「突然『危険性がある』と言われて驚いた」「補償について小林製薬から明確な連絡はなく、早く説明してほしい」と捏造して報道した。社会部主任は「岡山支局から届いた原稿のトーンが、（小林製薬への憤りという）自分がイメージしていたものと違った」と説明し、取材・執筆した岡山支局の記者は「社会部が求めるトーンに合わせたいと思った」と記事の修正を求めることはしなかった。17日に発表し、同日夕刊で、読売新聞は関係者と読者の皆様に謝罪するとともに、捏造に関わった関係者を厳正に処分する方針を示した[97][98]。5月1日、大阪本社は、社会部主任を諭旨退職とするほか、取材した岡山支局の記者を記者職から職種転換し、休職1カ月の懲戒処分とすると明らかにした[99]。また、記事掲載後にこの社長から抗議を受けたにもかかわらず、編集局幹部らは捏造と明確に認識せず、十分な社内検討を経ないまま、4月8日付夕刊に「確認が不十分でした」とする事実と異なる訂正記事を掲載したとして、二河伊知郎執行役員編集局長を給与の3カ月30％返上、編集局総務と社会部長をそれぞれ休職2カ月の処分とし、3人を近く更迭する[100]。柴田岳代表取締役社長も報酬の3カ月10％を返上。談話捏造と訂正記事に関わった社会部次長、捏造に関わった岡山支局の別の記者をそれぞれ休職1カ月、岡山支局長をけん責、地方部長を厳重注意とする[99][100]。
- 2025年4月26日、読売新聞は一面で関税協議を巡り、「米国のベッセント財務長官が「ドル安・円高が望ましい」と述べ、為替水準への強い懸念を表明した模様だ」と報じた[101]が、7月2日、誤りだったと訂正し、「取材対象者の発言を誤解して報じた可能性がある」と釈明した[102]。26日の報道後、財務省は事実無根だと報道を否定していた[103]。
- 2025年7月23日、「石破首相退陣へ、月内にも表明する方向で調整」の見出しで「２３日、米国の関税措置を巡る日米協議が妥結したことを踏まえ、退陣する意向を固め、周辺に伝えた。」と報じたが、同日中に石破首相は、「私の出処進退については一切話に出ていない。一部に報道があるが、私はそのような発言をしたことは一度もない」とコメントしたため誤報となった。報道直後の否定にもかかわらず、翌日の朝刊で、『石破首相退陣へ』と一面トップ記事で報じた。[104][105]

## 不祥事
- 1969年12月14日、全日本空輸の旅客機と、読売新聞社のレシプロ機が空中衝突した。衝突後も双方の機体は飛行可能であったため、死傷者は出なかった。
- 1975年3月25日、創刊当時の『中部読売新聞』の月極め購読料が500円（1部売り20円）と、他の新聞より安く設定されていたため、公正取引委員会は「不当廉売の疑いあり」として緊急停止命令を東京高等裁判所に申し立てた。同年4月30日に東京高裁は、公正取引委員会の審決があるまで、月極め812円を下回る価格での販売を禁止する判決を下した。
- 1981年9月、読売新聞拡販団長がピストル密輸事件で逮捕される事件が起こった。1981年9月2日付『朝日新聞』によれば、広域暴力団の住吉連合がアメリカからピストルを密輸した事件の第二次摘発が行われ、逮捕者は合計で二八名、押収したピストルは四三丁におよんだ。担当の警視庁捜査四課は、密輸されたピストルの総数を「百丁は越す」としていた。読売新聞の「城西地区」（杉並、中野、渋谷）を担当エリアとする拡張販売団である、武蔵野総合企画社長矢野公久も、「銃刀法・火薬取締法違反」で逮捕された。矢野公久は、池田会宮崎組のナンバー・ツーで、「自動式拳銃四丁と実弾二百発」を所持していたという。警視庁は、一応、矢野公久の身元を発表したのだが、警視庁詰め記者クラブの談合でほとんど報道されなかったため、「なぜ新聞に一行も出ないのか／読売新聞拡販団長が／ピストル二〇〇丁密輸事件で逮捕」（『週刊文春』1981年9月10日号）などと厳しい批判をあびた[106]。
- 1990年12月4日、東京都調布市の読売新聞販売店で新聞奨学生の過労死事件が発生した。裁判の結果、1999年7月27日に読売新聞社と遺族との間に和解が成立した。
- 2004年11月5日、渡邉恒雄の名義とされる日本テレビ放送網株が讀賣新聞社の実質所有する株式であることを公表し有価証券報告書を訂正。これを受けて地方のテレビ局24社とラジオ局18社の株式を役員などの第三者の名義で実質保有していることも公表した。その結果、テレビ9社とラジオ3社に対する出資比率がマスメディアの集中排除の原則における制限を越えていた事実が明らかになった。その後、第三者名義にして制限を逃れる行為が他の全国紙や地方紙でも行われていたことが発覚した[要出典]。
- 2005年5月4日から5日早朝にかけてのJR福知山線脱線事故記者会見の席上、JR西日本の事故直後の対応やレクリエーションを中止しなかったことについて、出席した記者が説明を求めて「あんたらはもういい、社長を呼んで」等と罵声を浴びせたり、感情的発言を繰り返していたことが判明。取材モラルに欠けていないかと読者や他のマスコミなどから批判され、特に産経新聞は『主張』（社説）で批判文を掲載した。後に、大阪本社社会部長名で社会面に謝罪文が掲載された一方、当の記者が報じられたことのうちの一部を否定している[要出典]。
- 2006年、週刊新潮2月16日号の報道において、社主・正力松太郎が中央情報局(CIA)に買収されその意向に従って行動していたことが明らかにされた。これは有馬哲夫・早稲田大学教授が、アメリカ国立公文書記録管理局によって公開された外交機密文書を調査した結果判明したもので、大きな反響を呼んだ。「Yomiuri newspaper, Japan.」は「POBULK」というコードネームで表されている[107][108][109][110]。
- 2007年9月12日付のJ-CASTニュースにて、朝日新聞社(asahi-np.co.jp)からウィキペディア日本語版の記事項目が大量に修正されていた事実が報道されたが、読売新聞社からは朝日より多い850件余りの修正が行われていたことも同時に発覚した（自社項目に対する編集の例）。読売はWikiScanner日本語版において、プログラム開発者の「お勧め」として挙げられている[111]。
- 2012年1月18日の奈良県版で、殺人罪などが問われている警察官発砲事件の裁判員裁判（奈良地方裁判所）をめぐり、裁判員に選任された女性のコメントを掲載した[112]。裁判員法102条により、選任された裁判員への接触が禁じられているため、読売新聞の記事は裁判員法に抵触する可能性がある[113]。奈良地方裁判所の上田昭典所長は同月20日、読売新聞奈良支局長宛ての抗議文書を送付し、遺憾の意を表明した[114][115][116][117]。
- 2016年に医療サイト「ヨミドクター」の編集長として岩永直子がHPVワクチンの特集を行い、積極的勧奨中止について批判する医師の記事を8月に掲載したところ社内外から批判が集まり問題視した読売新聞は12月に記事を削除する判断を行った。また岩永直子を処分したうえで医療部がない支社に移動命令を出し、結果本人は退社した[118][119][120]。
- 2020年（令和2年）2月4日 - 読売新聞北海道支社の記者が、覚醒剤取締法違反（使用）の疑いで緊急逮捕される。
- 2020年（令和2年）7月14日 - 読売新聞ソウル支局の記者が韓国ソウル市内のマンションで泥酔し、駆けつけた警察官の顔面につばを吐き、公務執行妨害の現行犯で逮捕され在宅起訴。
- 2020年（令和2年）11月16日- 報知新聞社員の男が、東京都新宿区の路上で通学していた小学校5年生の男児の胸元を掴み、「右側を歩け」と怒鳴りながら身体を左右に振るなどして逮捕。男は7月にも新宿区の路上で男子高校生に対し胸を押した上、カバンで叩いたとして書類送検されており、男は「男子高校生が路上の左側を歩いた」などと話していた。
- 2021年（令和3年）9月 - 読売新聞東京本社記者が週刊誌の女性記者に不適切な関係を迫ったり、情報漏洩を行なったとして懲戒解雇処分。
- 2022年（令和4年）5月30日 - 読売新聞東京本社総務局付社員が、知人女性に性的暴行を加えようとしたとして、強制性交等未遂容疑で逮捕。
- 2022年（令和4年）6月18日 - 読売新聞北海道支社の記者が、札幌市内の書店でマンガ本1冊を万引きしたとして、窃盗の現行犯で逮捕。逮捕後、北海道斜里町ウトロの「セイコーマート」で、弁当や菓子など食料品9点を万引きしていたとして、21日に再逮捕。
- 2024年（令和6年）1月6日のオンライン版で「石川・穴水の避難所、40~50代の集団が自販機破壊し金銭盗む…目撃者『避難所がパニックに』」という記事を掲載し、地震による混乱に乗じた略奪行為が発生し、避難者が不安を訴えていることを報じた[121]。この記事の中では、目撃者とされる男性や避難先の学校の校長の話として当時の様子とされるものが具体的に記述された。しかし北國新聞は同日、自動販売機の破壊は避難者の飲料水を確保するためであり、石川県警が事件性はないとの見方を示していること、また関係者の話として「飲み物を確保するために自販機を壊していいか（管理者に）確認した」と報じた[122]。読売新聞は翌1月7日に記事を削除した。
- 2024年（令和6年）3月13日 - 読売新聞東京本社イノベーション本部社員が、東京メトロ千代田線千駄木駅のホームで、ベンチに座っていた男性の顔を殴打した暴行容疑で逮捕。
- 2024年（令和6年）4月18日 - 小林製薬の紅麹（べにこうじ）製品取引先の反応などを扱った記事で、原稿をまとめた読売新聞大阪本社社会部主任が、談話を捏造（ねつぞう）していたことが発覚。記事を取材・執筆した岡山支局の記者も、取材先が発言していない内容と知りながら談話の修正や削除を求めなかった。読売新聞社は同日付夕刊で「重大な記者倫理違反であり、関係者、読者の皆様におわび致します」とし、関係者を処分する方針を明らかにした。
- 2024年（令和6年）4月30日 - 読売新聞大阪本社は小林製薬製品による健康被害に関連し、取引先企業の反応をまとめた4月6日夕刊の記事で、企業社長の談話を 捏造した件の処分を発表。社会部主任は諭旨退職、支局記者は配置転換、編集局長は給与3か月30％返上、編集局総務と社会部長をそれぞれ休職2か月、いずれも近くに更迭。社長は報酬3か月10％返上、社会部次長、支局の別の記者を休職1か月、支局長をけん責、地方部長を厳重注意とした。
- 2024年（令和6年）5月29日- 読売新聞社員の男が、兵庫県内の児童相談所に一時保護されていた妻の連れ子を連れ去ったとして未成年者略取の疑いで逮捕・起訴。同じく起訴された妻と合わせて初公判が開かれ、2人とも起訴内容を認めた。起訴状などによると2人は共謀し3月16日午前、児相が一時保護中の子どもが幼稚園の卒園式に参加する機会を狙いタクシーに乗せ、児相職員の制止を振り切り連れ去ったとしている。検察側の冒頭陳述によると男は妻と前夫の子の3人で生活。近隣住民から「子どもの泣き声や大人の怒鳴り声がする」と児相に通告があったことなどから、昨年12月に児相が一時保護していた。
- 2024年（令和6年）6月1日- 報知新聞社は、スポーツ報知のニュースサイトで4月から連載中の「甲子園100年物語」について、毎日新聞に掲載されていた寄稿記事などから盗用があったことを明らかにした。一部は紙面にも掲載された。報知新聞社は「大部分が盗用だった」として連載を全て削除し、執筆した大阪本社編集局の記者を14日付で懲戒解雇処分とした。また、報知新聞社本社編集局長を減給、編集局編集センター長とセンター次長を休職の懲戒処分。宮川元宏・取締役大阪本社代表は1カ月の報酬の10%を返上した。
- 2024年（令和6年）11月25日 - 大阪社会部で府警クラブに所属し2課担当だった記者と同クラブのサブキャップを務めていた記者の2名が、それぞれ同僚へのセクハラ行為等によって、諭旨解雇と停職1カ月の処分を受けたことについて新潮社が報道した[123]。
- 2025年3月13日 - 読売新聞大阪本社は、同社社会部の記者が取材資料を一時紛失したと明らかにした。紛失したのは大阪府警が摘発した事件の広報文や大阪地検の発表資料などA4で計6枚。容疑者の氏名や生年月日、事件の内容などが記載されていた。[124]

## マスコットキャラクター

### どれどれ
- 2004年1月、読売新聞の創刊130周年を記念して、アニメーション作家で映画監督の宮崎駿（スタジオジブリ）の作による、「目玉の中に忍び込む昆虫」を表した新マスコットキャラクターを発表。名前は、2004年7月、一般公募によって「どれどれ」という名前が付いた。

「どれどれ」の特徴
- 「大きな眼」は、将来を見通し、先見性を持って報道にあたる読売新聞の基本方針を示している。新聞を読んでいるのは活字を大切にする姿勢を、緑色は環境を大切にする姿勢を象徴している。
- 「どれどれ」は、旺盛な探究心、好奇心を象徴する言葉である。
- 2005年、スタジオジブリのプロデュースによる楽曲『どれどれの唄』（唄：拝郷メイコ）が発表され、読売新聞の企業CMに使われた。「どれどれの唄」は読売新聞各本社に電話した際、部署に繋ぐ際の保留音にも採用されている。
- 因みに、宮崎駿は読売系列の日本テレビのマスコットキャラクター「なんだろう」も手掛けた。

### だっち君
2002年に読売新聞夕刊のイメージキャラクターとして登場したコウモリのキャラクター。当初は夕刊のキャラクターであったが、後に購読申し込みのテレビCMや朝刊こども面のマスコットキャラクターにも起用された。読売新聞グループの中央公論新社が発行する『中公文庫』のイメージキャラクターとしても使われている。

## 読売新聞と読売ジャイアンツ
日本のプロ野球ファンの中で最も数が多い巨人ファンから見ると、読売新聞を巨人軍の「親会社」と考える者は多くても、巨人軍を読売新聞の「グループ企業」と見る向きは少ない。そのため、巨人軍に「読売」色が前面に出るのを嫌う人達も少なくない（むろん、巨人ファンの大多数が読売新聞の読者というわけでも、あるいは読売新聞の論調を支持しているわけでもなく、あくまで巨人軍という球団のファンであるに過ぎない。他球団のファンでも読売新聞を購読している者は存在する）。また、読売ジャイアンツの通称としては「巨人」がマスコミも含め一般に浸透しており、「読売」と呼称するのはむしろアンチ巨人の立場のファンに多く見られる。
- 1980年、ファンから絶大な人気を得ていた長嶋茂雄が巨人軍監督を解任されると、ファンによる「読売新聞」不買運動が繰り広げられた。
- ON対決となった2000年の日本選手権シリーズ後、特に九州地方で部数減の傾向となった。以降西部本社・大阪本社管内においては、地元の系列民放テレビ局（福岡放送と読売テレビ）への配慮から、それぞれ福岡ソフトバンクホークス・阪神タイガースの記事も同等に取り扱うようにしている。
- 2002年、球団の経営母体が「株式会社よみうり」から「株式会社読売巨人軍」に変わったことにより、球団の正式名称も「東京読売巨人軍」から「読売巨人軍」に、またビジター用ユニホームの胸文字も、長年使われてきた「TOKYO」から「YOMIURI」に変更された。特にユニホームの変更は反感を買い、東京ドーム右翼席に抗議の横断幕が掲げられたこともあった（「YOMIURI」表記は2004年に廃止されている）。
- 2004年、日本プロ野球選手会によるストライキが行われた際に、選手会を糾弾する報道を展開し、ファンの反発を招いた。
- 近年は各地のプロ野球本拠地球場（千葉マリンスタジアムなど）で「読む声援 読売新聞」の広告看板を掲出するところがある。また、ニューヨーク・ヤンキースの旧ヤンキー・スタジアムにも広告看板を出稿していた。
- 2011年11月11日、巨人のコーチ人事を巡る清武英利球団代表と渡邉恒雄オーナーの騒動では、他の全国紙が大きく取り扱う一方、読売新聞ではスポーツ欄で小さく取り上げられた[125]。

## キャッチコピー
- 900万部の信頼・世界最大の発行部数（1980年代後半）
- 1,000万部、読者と拓く新世紀（1990年代）
- たしかメディア（1999年）
- NEWS!（2002年）※CMキャラクターは唐沢寿明。
- 読者と歩むあすの中部（中部支社）
- 中部をみつめ 世界をひらく（中部支社、2010年）※中部発刊35周年の際に使用
- 関西で、全国で、世界でNo.1（大阪本社）
- action!（西部本社）※西部本社の福岡移転の際に使用
- 読む、いま。読む、先。読む、ほんとう。（2003年 - ）
- 読む、声援（2004年 - ）※スポーツ関連の際に使用
- その新聞は、読売新聞でありますように。（2006年）※CMキャラクターは玉木宏。
- 世の中を、人の中へ。（2006年）
- 今朝の読売新聞をご覧ください。（2009年1月限定）※ソフトバンクモバイルとのタイアップCM。
- もっと、伝えたい。（2009年）※創刊135周年公式キャッチコピー。CMキャラクターはAKB48（メインは前田敦子）。
- リアルのチカラ。（2010年）※CMキャラクターはEXILEのHIRO。
- 人が書く、人へ届ける。（2013年）
- 明日を、めくる。（2014年）
- 届けつづける。（2015年）

CMは日本テレビ系列の放送局を中心に放送されているが、関東地区ではTBS、フジテレビ、テレビ東京でも放送される場合がある。また、オリンピック中継の際は読売新聞が日本オリンピック委員会のオフィシャルパートナーである関係でテレビ朝日系列でも放送される。2009年には正月限定でソフトバンクの白戸家とタイアップしたCMを放送した。
- 今日もひらく。明日をひらく。（2022年）

## 掲載四コマ漫画
- コボちゃん（朝刊、植田まさし）
- オフィス ケン太（夕刊、唐沢なをき。2012年10月1日開始。夕刊では「サンワリ君」8年ぶりの漫画掲載となる）
- サンワリ君（夕刊、鈴木義司 2004年（平成16年）7月2日連載終了）
- ドッポたち（夕刊 土曜のKODOMO面 小泉吉宏 2009年（平成21年）3月連載終了）
- となりの!よっちゃん家（夕刊、イケリョー 2023年（令和5年）8月16日連載終了）
- POPくん（夕刊 水曜のカルチャー面、古屋兎丸  2012年（平成24年）4月25日連載終了）
- 水よう日の花子さん（夕刊 水曜のカルチャー面、霜田あゆ美 2019年（平成31年）3月27日休載。非4コマ）

### 日曜版
- ライパチくん（日曜版、吉森みき男。1977年開始。非4コマ）
- とべ!アンパンマン（日曜版、やなせたかし。1994年5月29日終了。)
- あたしンち（日曜版、けらえいこ。2012年3月11日終了。非4コマ）
- 直球一本勝負 猫ピッチャー（日曜版、そにしけんじ。2013年4月8日開始。非4コマ）

## 発行所

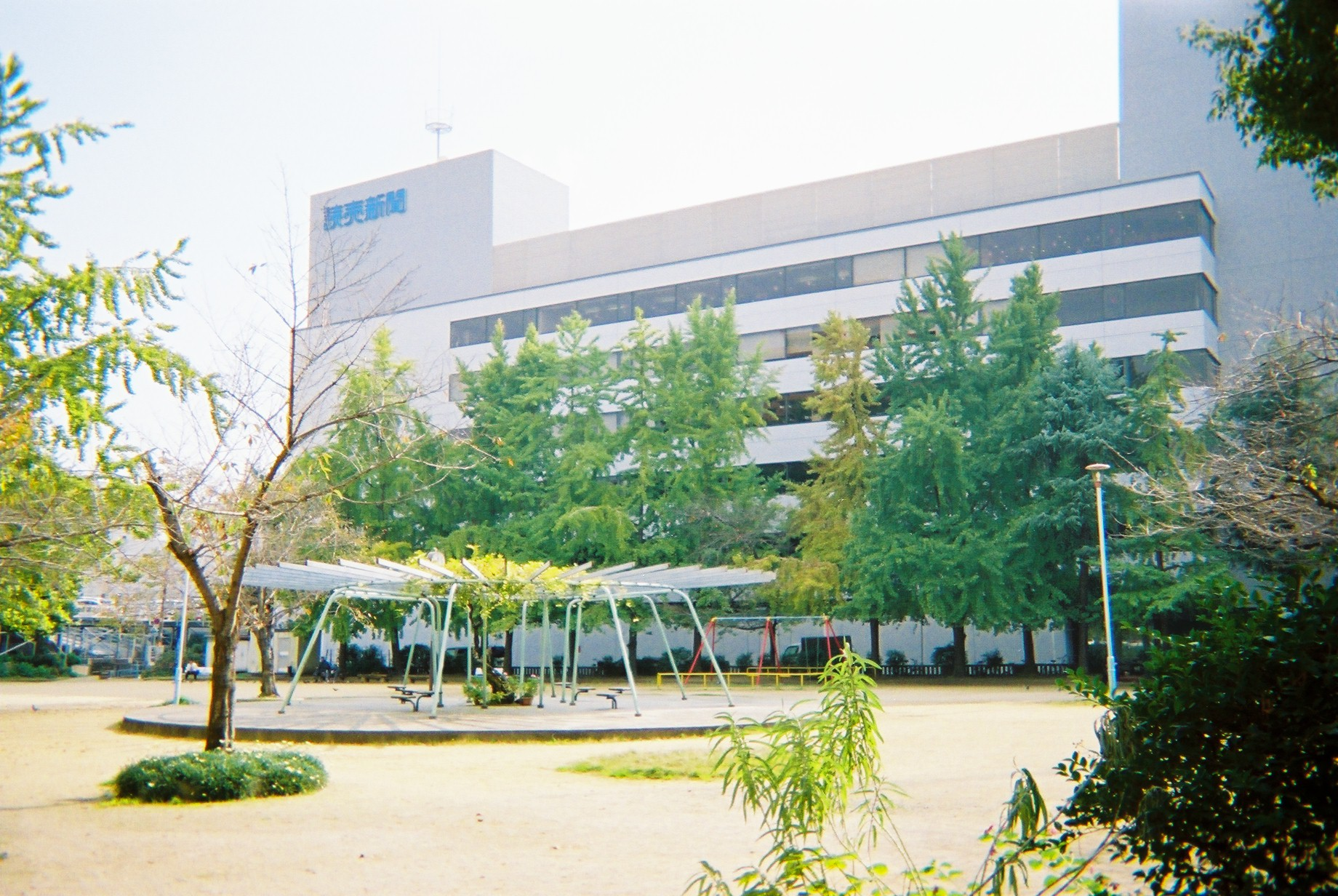
読売新聞大阪本社東館（編集・制作・印刷部門が入居）

- 東京本社 東京都千代田区大手町一丁目7-1
  - 北海道支社 札幌市中央区北4条西4丁目1
  - 北陸支社 富山県高岡市下関町4-5
  - 中部支社 名古屋市中区栄一丁目2-1
- 大阪本社 大阪市北区野崎町5-9
- 西部本社 福岡市中央区赤坂一丁目16-5
  - 北九州総本部 北九州市小倉北区米町二丁目1-1

### 印刷工場
読売新聞グループ関連印刷会社
（青森読売プリントメディア）
- 弘前[注釈 21]

（福島民友新聞社）
- 郡山

（読売プリントメディア）
- 東京北、江東清澄、江東木場、府中、鶴見（横浜）、瀬谷

（報知新聞社）
- 港南

（東海プリントメディア）
- 清須市

（読売大阪プリントメディア）
- 大阪北区、高石

（関西図書印刷）
- 京都八幡、茨木、神戸

（メディアプレス瀬戸内）
- 尾道、坂出

（プリントメディア西部）
- 鳥栖、北九州

外部委託
- 北広島[注釈 22]、帯広[注釈 23]、仙台[注釈 24]、栃木[注釈 24]、茨城[注釈 25]、藤岡[注釈 26]、川越[注釈 26]、船橋[注釈 27]江東区塩浜[注釈 25]、新潟[注釈 28]、富山[注釈 29]、宮崎[注釈 30]（なお、最終面の左下隅に、印刷された工場の地名が表示されている場合もある）

## 各社の担当地域
株式会社読売新聞東京本社
青森県、岩手県、宮城県、秋田県、山形県、福島県、茨城県、栃木県、群馬県、埼玉県、千葉県、東京都、神奈川県、新潟県、山梨県、長野県及び静岡県
株式会社読売新聞東京本社北海道支社
北海道
株式会社読売新聞東京本社北陸支社
富山県及び石川県
株式会社読売新聞東京本社中部支社
岐阜県、愛知県及び三重県（名張市、伊賀市以外）
株式会社読売新聞大阪本社
福井県、三重県（名張市、伊賀市及び南牟婁郡御浜町、紀宝町の一部）、滋賀県、京都府、大阪府、兵庫県、奈良県、和歌山県、鳥取県、島根県、岡山県、広島県、徳島県、香川県、愛媛県及び高知県
株式会社読売新聞西部本社
山口県、福岡県、佐賀県、長崎県、熊本県、大分県、宮崎県、鹿児島県及び沖縄県

## 海外取材網
ヨーロッパ
- ロンドン（欧州総局）
- パリ
- ブリュッセル
- ジュネーブ
- ベルリン
- ローマ
- モスクワ

北米・中南米
- ワシントン（アメリカ総局）
- ニューヨーク
- ロサンゼルス
- ハバナ
- リオデジャネイロ

東アジア
- 北京（中国総局）
- 上海
- 瀋陽
- 広州
- 香港
- 台北
- ソウル

東南アジア
- バンコク（アジア総局）
- ジャカルタ
- ハノイ

オセアニア
- シドニー

南西アジア
- ニューデリー
- イスラマバード

中東
- カイロ
- エルサレム
- テヘラン

アフリカ
- ヨハネスブルク

## 版立て
最終版は、朝刊14版、夕刊4版。紙面枠外の上部に記載されている。
記事・写真の入稿締め切り時刻や、版ごとの配達地域は公表されていない。

## 朝夕刊の別
北海道（石狩管内、上川管内、空知管内、後志管内、胆振管内、日高管内）、茨城県、栃木県、群馬県、埼玉県、千葉県、東京都、神奈川県、山梨県、静岡県、富山県、石川県、滋賀県、京都府、大阪府、兵庫県、奈良県、和歌山県、山口県、福岡県、沖縄県では、一部地域を除いて朝夕刊セット。その他の県は朝刊統合版だが、特に中部支社版のみは対象地域全域が朝刊単独である。
なお、静岡県向けの夕刊及び、西部地方向け朝刊に限っては社内事情により、中部支社管内の清須工場で印刷しトラック輸送している（こちらを参照のこと）。
また、沖縄県では東京本社発行版と西部本社発行版が朝夕刊とも空輸で送られ、お昼過ぎから翌朝にかけて配達されている。
さらに、西部本社管轄で統合版地域では、佐賀県と熊本県、鹿児島県では、JR佐賀駅・熊本駅・鹿児島中央駅のキヨスクで夕刊早版が販売されている他、大阪本社管轄で統合版地域の岡山県でも、JR岡山駅のキヨスクで夕刊早版が販売されている（岡山・佐賀・熊本・鹿児島3県とも宅配及び番組表の差し替えはなし）。
なお、西部本社管轄の大分県も大分市や別府市、中津市の一部が朝夕刊セット地域だったが、2014年4月30日をもって夕刊の発行を休止した。全国紙や地方紙の夕刊廃止がここ数年続いているが、朝夕刊セット地域で朝刊単独に移行するのは読売新聞では大分県が全国で初の事例になる。

## 縮刷版
読売新聞の縮刷版は1958年9月号より刊行されており、毎月下旬に発売している。一か月分（東京本社発行最終版=東京23区内版）の全紙面をA4サイズに縮小し、一冊の本にして発行。全国の図書館などで閲覧することができる。
書籍の他、CD-ROMによる読売新聞縮刷版も毎月下旬に発売されている。
日本図書センターより1945年から1948年までの「讀賣報知」「讀賣新聞」紙面の復刻縮刷版が全8巻で刊行されている。
また、通常の縮刷版とは別に、重大事件・事故・災害が起こった際に、関連ニュースを中心とした「特別縮刷版」を発行する場合もある。例を挙げると、1995年1月17日に発生した阪神・淡路大震災の際は、1月17日付号外から2月17日付夕刊まで、普段は縮刷版を発行していない大阪本社発行の最終版紙面からの重要記事を一冊の本にまとめた「大阪読売特別縮刷版 阪神大震災」を発行した。また、2011年3月11日に発生した東日本大震災の際は、3月11日付号外から4月11日付夕刊までの紙面（いずれも東京最終版）からの重要記事を一冊の本にまとめた「読売新聞特別縮刷版 東日本大震災1か月の記録」(ISBN 978-4643110067)を発行した。さらに、2016年4月14日に発生した熊本地震の際には、4月15日の本震の際に発行した号外から4月27日付朝刊まで、普段は縮刷版を発行していない西部本社発行の最終版紙面からの重要記事を一冊の本にまとめた「読売新聞特別縮刷版 熊本地震」(ISBN 978-4643160055)を発行している。

## 販売店
新聞販売店の愛称は「YC」。これは「Yomiuri Center」の略称で、それまでは東京、中部、西部各本社（中部は現在支社格下げ）の管轄地域は「YSC」(Yomiuri Service Center)、大阪本社管轄地域のみ「読売IC」(Yomiuri Information Center)といっていたのを2000年の創刊125周年達成を機に統合した。近年では新聞の販売のみではなく、YCによる地域に特化した情報を提供する「ヨミパラ」のような試みも見られる。

## 備考
- 大阪発祥の朝日新聞、毎日新聞と違い、読売新聞は新聞統制による一時撤退後、1950年代から関西に本格展開している。
- 北陸3県においては、富山県と石川県は東京本社傘下の北陸支社管轄となっているが、福井県は大阪読売発刊までは東京の管轄であった。1952年の大阪読売発刊と同時に、福井県が近畿地方に近いことから大阪管轄に切り替わった。
- 中部支社版の紙齢（創刊からの号数）は、2002年6月30日付までは「中部読売新聞」として創刊された時からの紙齢だったが、同年7月1日付から、東京本社の支社になったことに伴い、東京本社版と同じ紙齢になった。ちなみに「中部読売新聞」が「読売新聞」になる1988年5月31日付までは、東京本社が東海3県（愛知県、岐阜県、三重県）向けの地方版「中京版」を発行していた（中京版のテレビ・ラジオ欄は静岡県遠州版と共有だった）ため実質的には東京本社発の「中京版」と、中部読売（現中部支社）の発行する「中部読売新聞」が併売された格好だった。
- 三重県の伊賀地方は東京管轄であったが、1988年6月1日に中部読売の読売本体への合流に伴い大阪本社管轄に変更された。伊賀地方は京阪神通勤圏に近く、朝日新聞、毎日新聞など他の全国紙が大阪管轄であることを考慮して大阪管轄に切り替わった。熊野市以南などの東紀州地方では朝日・毎日など他の全国紙は伊賀地方と同様大阪管轄であるが、読売のみ現在も東京（中部支社）管轄である。
- 九州及び山口県においては、1964年の西部本社版発刊以前は大阪本社版が販売されていた。
- 東京本社は1997年の函館新聞への記事配信を皮切りに、「地域紙記事写真配信サービス」を開始した。読売からの記事提供を受けている地方紙は読売系列と誤解されることがままあるが、同サービスを受けている地方紙は福島民友以外資本関係はない。
- 茨城県では2020年5月から創価学会機関紙である聖教新聞や公明党機関紙である公明新聞などの配達業務を受託した[127]。

## 海外特約メディア
- アメリカ
  - ワシントン・ポスト
  - シカゴ・トリビューン
  - ニューズデー
  - ロサンゼルス・タイムズ
  - タイム
  - USニューズ&ワールド・レポート
  - スポーツ・イラストレイテッド
- イギリス
  - タイムズ
  - ガーディアン
  - エコノミスト
- フランス
  - フィガロ
  - レキップ
- ドイツ
  - ディ・ウェルト
- オーストラリア
  - オーストラリアン
- 中国
  - チャイナ・デイリー
  - 人民日報
  - 文匯報
  - 中国新聞社
- 韓国
  - 韓国日報
- アジア各国
  - アジア・ニュース・ネットワーク